# Medaliści mistrzostw świata w narciarstwie dowolnym

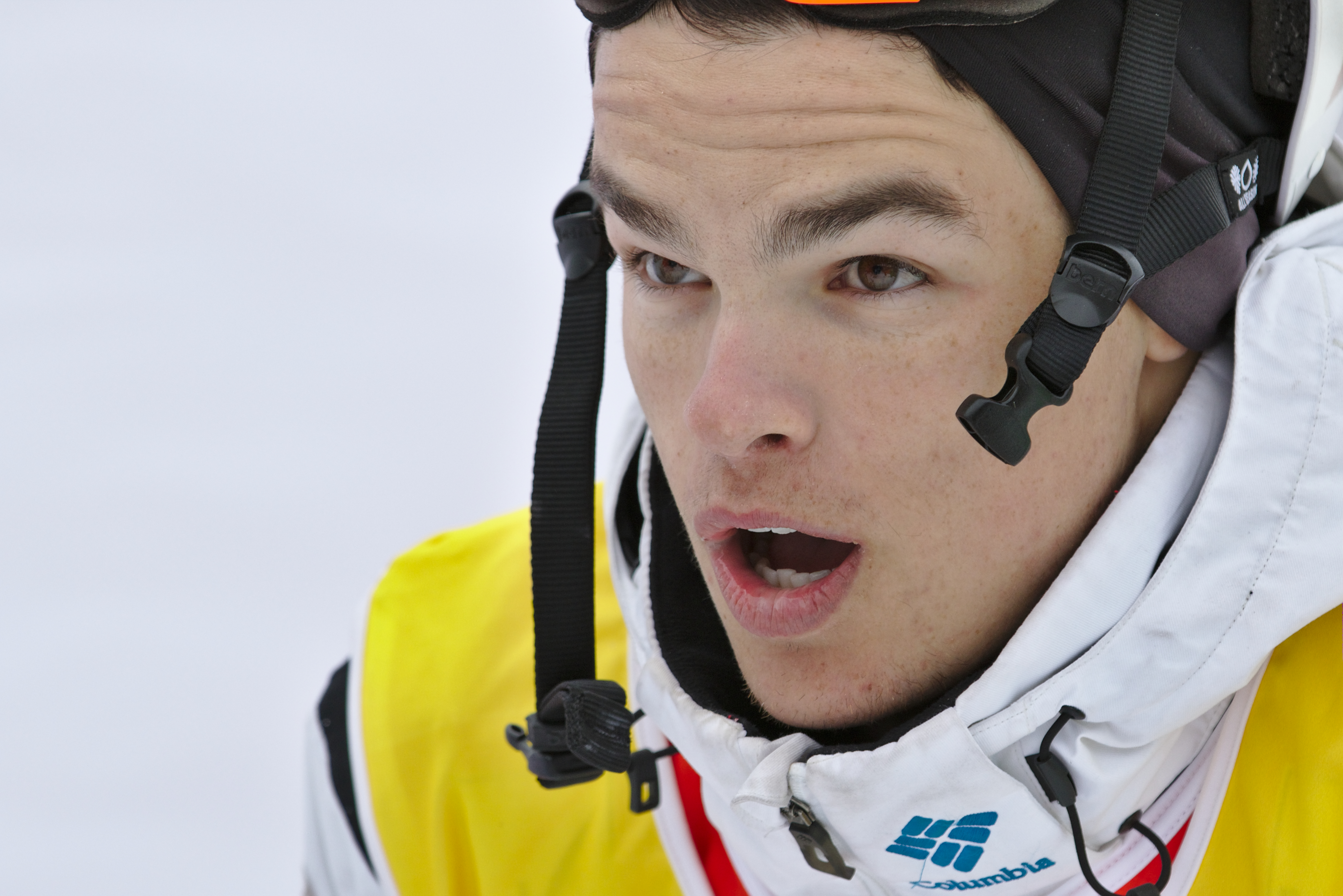
Mikaël Kingsbury – jedenastokrotny medalista mistrzostw świata w narciarstwie dowolnym

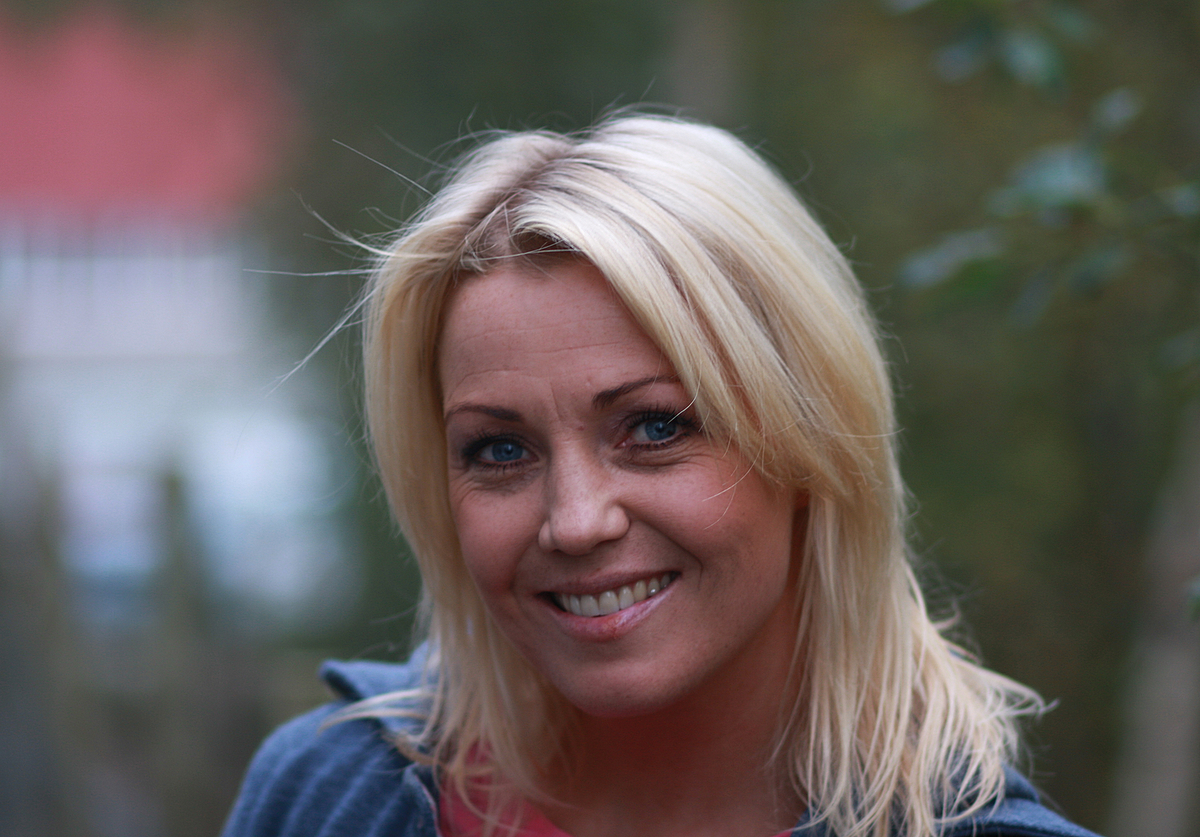
Kari Traa – siedmiokrotna medalistka mistrzostw świata w narciarstwie dowolnym

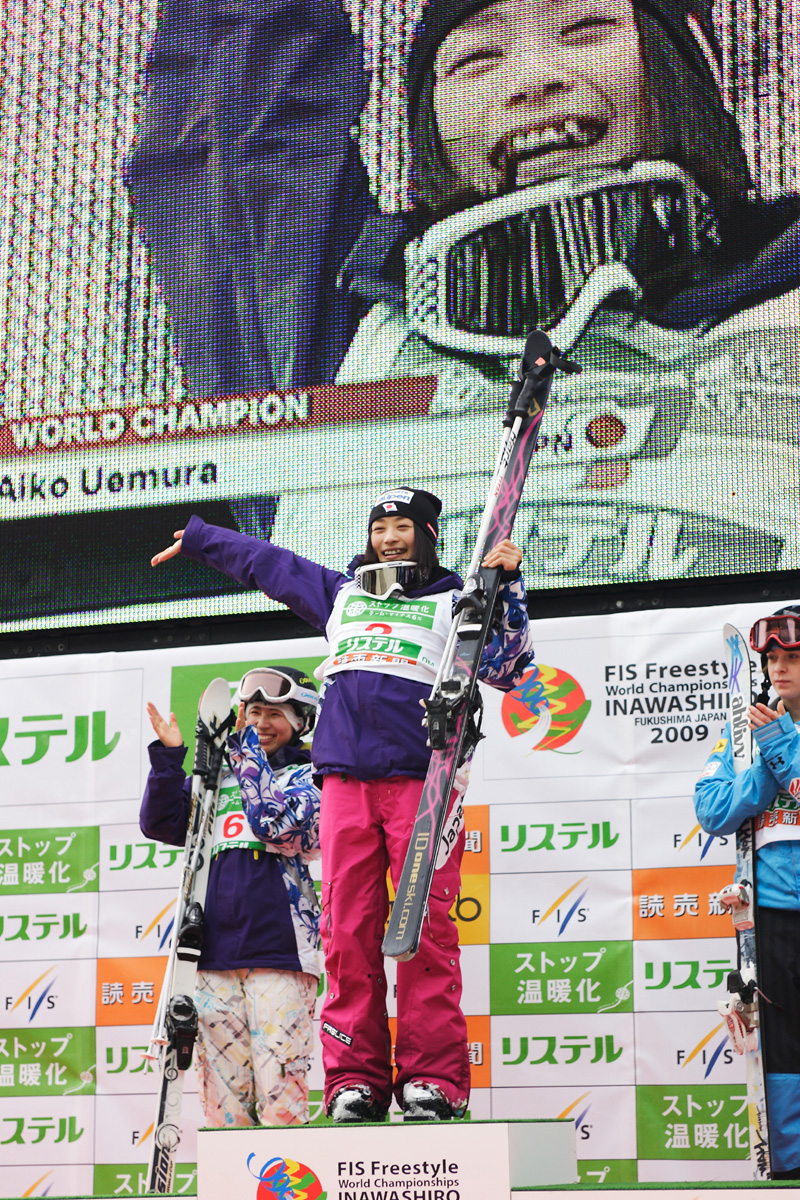
Aiko Uemura na podium mistrzostw świata w Inawashiro w jeździe po muldach podwójnych

Medaliści mistrzostw świata w narciarstwie dowolnym – zestawienie zawodników i zawodniczek, którzy przynajmniej raz zdobyli medal mistrzostw świata w narciarstwie dowolnym.
Pierwsza edycja mistrzostw świata w narciarstwie dowolnym odbyła się w 1986 roku w Tignes. Wówczas medale przyznano w jeździe po muldach, skokach akrobatycznych, balecie narciarskim i kombinacji. Medale w kombinacji po raz ostatni przyznano w 1997 roku, natomiast w 1999 w balecie narciarskim. Od 1999 roku rozgrywane są zawody w jeździe po muldach podwójnych, od 2005 roku w skicrossie i halfpipie, od 2011 roku w slopestyle’u, a od 2019 roku w big air i zawodach drużynowych w skokach akrobatycznych.
W latach 1986–2021 rozegrano łącznie 172 konkurencje mistrzostw świata w narciarstwie dowolnym. Najczęściej na podium stawali reprezentanci Kanady, w dorobku których jest 110 medali – 39 złotych, 38 srebrnych i 33 brązowe. Drugie miejsce w klasyfikacji wszech czasów zajmują Stany Zjednoczone (102 medale – 33 złote, 32 srebrne i 36 brązowych), a trzecie Francja (66 medali – 24 złote, 20 srebrnych i 22 brązowe).
Najbardziej utytułowanym zawodnikiem jest specjalizujący się w jeździe po muldach Kanadyjczyk Mikaël Kingsbury, który w latach 2011–2021 zdobył jedenaście medali (sześć złotych, trzy srebrne i dwa brązowe). Wśród mężczyzn kolejne miejsca w klasyfikacji medalistów zajmują: specjalista w jeździe po muldach Alexandre Bilodeau (pięć medali – trzy złote i dwa srebrne) oraz specjalista skoków akrobatycznych Maksim Burow (trzy złote medale i jeden brązowy). Wśród kobiet najbardziej utytułowaną narciarką dowolną jest specjalizująca się w muldach Norweżka Kari Traa, która w latach 1997–2003 wywalczyła siedem medali (cztery złote i trzy srebrne). Tuż za nią w klasyfikacji medalistek znajdują się inne specjalistki od jazdy po muldach: Jennifer Heil (sześć medali – cztery złote i dwa srebrne) oraz Hannah Kearney (osiem medali – trzy złote, dwa srebrne i trzy brązowe).

## Medaliści chronologicznie

### Jazda po muldach mężczyzn
Zawody mistrzostw świata w jeździe po muldach mężczyzn rozgrywane są od pierwszej edycji imprezy, czyli od 1986 roku. W tej konkurencji najbardziej utytułowanym zawodnikiem jest Edgar Grospiron, w dorobku którego znajdują się trzy złote medale. W tabeli przedstawiono medalistów w jeździe po muldach mężczyzn w latach 1986–2021.
| Rok i miejsce              |                   | Złoto                     |                   | Srebro                    |                   | Brąz                 | Źr.    |
| -------------------------- | ----------------- | ------------------------- | ----------------- | ------------------------- | ----------------- | -------------------- | ------ |
| 1986, Tignes               | Francja           | Éric Berthon              |                   | Petsch Moser              | Finlandia         | Martti Kellokumpu    | [ 5 ]  |
| 1989, Oberjoch             | Francja           | Edgar Grospiron           |                   | Jürg Biner                | Francja           | Éric Berthon         | [ 6 ]  |
| 1991, Lake Placid          | Francja           | Edgar Grospiron           |                   | Bernard Brandt            | Stany Zjednoczone | Chuck Martin         | [ 7 ]  |
| 1993, Altenmarkt im Pongau | Kanada            | Jean-Luc Brassard         | Francja           | Fabien Bertrand           | Francja           | Olivier Cotte        | [ 8 ]  |
| 1995, La Clusaz            | Francja           | Edgar Grospiron           | Kanada            | Jean-Luc Brassard         | Rosja             | Siergiej Szuplecow   | [ 9 ]  |
| 1997, Iizuna               | Kanada            | Jean-Luc Brassard         | Kanada            | Stéphane Rochon           | Szwecja           | Jesper Rönnbäck      | [ 10 ] |
| 1999, Meiringen            | Finlandia         | Janne Lahtela             | Finlandia         | Lauri Lassila             | Finlandia         | Sami Mustonen        | [ 11 ] |
| 2001, Whistler             | Finlandia         | Mikko Ronkainen           | Kanada            | Pierre-Alexandre Rousseau | Kanada            | Stéphane Rochon      | [ 12 ] |
| 2003, Deer Valley          | Finlandia         | Mikko Ronkainen           | Stany Zjednoczone | Jeremy Bloom              | Stany Zjednoczone | Toby Dawson          | [ 13 ] |
| 2005, Ruka                 | Stany Zjednoczone | Nathan Roberts            | Kanada            | Marc-André Moreau         | Australia         | Dale Begg-Smith      | [ 14 ] |
| 2007, Madonna di Campiglio | Kanada            | Pierre-Alexandre Rousseau | Australia         | Dale Begg-Smith           | Stany Zjednoczone | Nathan Roberts       | [ 15 ] |
| 2009, Inawashiro           | Stany Zjednoczone | Patrick Deneen            | Finlandia         | Tapio Luusua              | Kanada            | Vincent Marquis      | [ 16 ] |
| 2011, Deer Valley          | Francja           | Guilbaut Colas            | Kanada            | Alexandre Bilodeau        | Kanada            | Mikaël Kingsbury     | [ 17 ] |
| 2013, Voss                 | Kanada            | Mikaël Kingsbury          | Kanada            | Alexandre Bilodeau        | Stany Zjednoczone | Patrick Deneen       | [ 18 ] |
| 2015, Kreischberg          | Francja           | Anthony Benna             | Kanada            | Mikaël Kingsbury          | Rosja             | Aleksandr Smyszlajew | [ 19 ] |
| 2017, Sierra Nevada        | Japonia           | Ikuma Horishima           | Francja           | Benjamin Cavet            | Kanada            | Mikaël Kingsbury     | [ 20 ] |
| 2019, Deer Valley          | Kanada            | Mikaël Kingsbury          | Australia         | Matt Graham               | Japonia           | Daichi Hara          | [ 21 ] |
| 2021, Ałmaty               | Kanada            | Mikaël Kingsbury          | Francja           | Benjamin Cavet            | Kazachstan        | Pawieł Kołmakow      | [ 22 ] |

### Skoki akrobatyczne mężczyzn
Skoki akrobatyczne mężczyzn znajdują się w programie mistrzostw świata w narciarstwie dowolnym nieprzerwanie od pierwszej edycji mistrzostw, czyli od 1986 roku. Trzech zawodników zdobyło w tej konkurencji po dwa złote medale – Lloyd Langlois, Philippe LaRoche i Qi Guangpu. Qi Guangpu wywalczył ponadto dwa srebrne medale, a LaRoche jeden brązowy. Poniżej przedstawiono zestawienie medalistów w latach 1986–2021.
| Rok i miejsce              |                   | Złoto             |                   | Srebro               |                   | Brąz              | Źr.    |
| -------------------------- | ----------------- | ----------------- | ----------------- | -------------------- | ----------------- | ----------------- | ------ |
| 1986, Tignes               | Kanada            | Lloyd Langlois    | Kanada            | Yves LaRoche         | Francja           | Jean-Marc Bacquin | [ 23 ] |
| 1989, Oberjoch             | Kanada            | Lloyd Langlois    | Francja           | Didier Méda          | Kanada            | Philippe LaRoche  | [ 24 ] |
| 1991, Lake Placid          | Kanada            | Philippe LaRoche  | Kanada            | John Ross            | Stany Zjednoczone | Dave Valenti      | [ 25 ] |
| 1993, Altenmarkt im Pongau | Kanada            | Philippe LaRoche  | Wielka Brytania   | Richard Cobbing      | Francja           | Jean-Marc Bacquin | [ 26 ] |
| 1995, La Clusaz            | Stany Zjednoczone | Trace Worthington | Austria           | Christian Rijavec    | Francja           | Sébastien Foucras | [ 27 ] |
| 1997, Iizuna               | Kanada            | Nicolas Fontaine  | Stany Zjednoczone | Eric Bergoust        | Kanada            | Andy Capicik      | [ 28 ] |
| 1999, Meiringen            | Stany Zjednoczone | Eric Bergoust     | Austria           | Christian Rijavec    | Stany Zjednoczone | Joe Pack          | [ 29 ] |
| 2001, Whistler             | Białoruś          | Alaksiej Hryszyn  | Białoruś          | Dzmitryj Daszczynski | Stany Zjednoczone | Joe Pack          | [ 30 ] |
| 2003, Deer Valley          | Rosja             | Dmitrij Archipow  | Białoruś          | Alaksiej Hryszyn     | Kanada            | Steve Omischl     | [ 31 ] |
| 2005, Ruka                 | Kanada            | Steve Omischl     | Kanada            | Jeff Bean            | Białoruś          | Alaksiej Hryszyn  | [ 32 ] |
| 2007, Madonna di Campiglio |                   | Han Xiaopeng      | Białoruś          | Dzmitryj Daszczynski | Kanada            | Steve Omischl     | [ 33 ] |
| 2009, Inawashiro           | Stany Zjednoczone | Ryan St. Onge     | Kanada            | Steve Omischl        | Kanada            | Warren Shouldice  | [ 34 ] |
| 2011, Deer Valley          | Kanada            | Warren Shouldice  |                   | Qi Guangpu           | Białoruś          | Anton Kusznir     | [ 35 ] |
| 2013, Voss                 |                   | Qi Guangpu        | Kanada            | Travis Gerrits       |                   | Jia Zongyang      | [ 36 ] |
| 2015, Kreischberg          |                   | Qi Guangpu        | Stany Zjednoczone | Alex Bowen           | Białoruś          | Maksim Huscik     | [ 37 ] |
| 2017, Sierra Nevada        | Stany Zjednoczone | Jonathon Lillis   |                   | Qi Guangpu           | Australia         | David Morris      | [ 38 ] |
| 2019, Deer Valley          | Rosja             | Maksim Burow      | Ukraina           | Ołeksandr Abramenko  |                   | Noé Roth          | [ 39 ] |
| 2021, Ałmaty               | RSF               | Maksim Burow      | Stany Zjednoczone | Christopher Lillis   | RSF               | Pawieł Krotow     | [ 40 ] |

### Balet narciarski mężczyzn
Rywalizację w balecie narciarskim mężczyzn podczas mistrzostw świata rozegrano na siedmiu pierwszych edycjach tej imprezy. Jedynym dwukrotnym mistrzem świata w tej konkurencji jest Fabrice Becker, który zdobył ponadto jeszcze jeden srebrny medal. W tabeli ujęto medalistów w balecie mężczyzn w latach 1986–1999.
| Rok i miejsce              |                   | Złoto              |                   | Srebro           |                   | Brąz              | Źr.    |
| -------------------------- | ----------------- | ------------------ | ----------------- | ---------------- | ----------------- | ----------------- | ------ |
| 1986, Tignes               |                   | Richard Schabl     | Stany Zjednoczone | Lane Spina       |                   | Georg Fürmeier    | [ 41 ] |
| 1989, Oberjoch             |                   | Hermann Reitberger | Stany Zjednoczone | Lane Spina       | Kanada            | Dave Walker       | [ 42 ] |
| 1991, Lake Placid          | Stany Zjednoczone | Lane Spina         | Włochy            | Roberto Franco   | Kanada            | Dave Walker       | [ 43 ] |
| 1993, Altenmarkt im Pongau | Francja           | Fabrice Becker     | Norwegia          | Rune Kristiansen | Stany Zjednoczone | Lane Spina        | [ 44 ] |
| 1995, La Clusaz            | Norwegia          | Rune Kristiansen   | Francja           | Fabrice Becker   |                   | Heini Baumgartner | [ 45 ] |
| 1997, Iizuna               | Francja           | Fabrice Becker     | Stany Zjednoczone | Ian Edmondson    |                   | Heini Baumgartner | [ 46 ] |
| 1999, Meiringen            | Stany Zjednoczone | Ian Edmondson      | Kanada            | Mike McDonald    |                   | Heini Baumgartner | [ 47 ] |

### Kombinacja mężczyzn
Kombinacja mężczyzn była częścią mistrzostw świata w narciarstwie dowolnym podczas sześciu pierwszych ich edycji. Najbardziej utytułowanym zawodnikiem w tej konkurencji jest Rosjanin startujący wcześniej w barwach ZSRR Siergiej Szuplecow, który jako jedyny dwukrotnie zdobył złoty medal. Poniżej przedstawiono medalistów w kombinacji mężczyzn w latach 1986–1997.
| Rok i miejsce              |                   | Złoto              |                   | Srebro            |                   | Brąz           | Źr.    |
| -------------------------- | ----------------- | ------------------ | ----------------- | ----------------- | ----------------- | -------------- | ------ |
| 1986, Tignes               | Kanada            | Alain LaRoche      | Stany Zjednoczone | John Witt         | Francja           | Éric Laboureix | [ 48 ] |
| 1989, Oberjoch             | Kanada            | Chris Simboli      | Stany Zjednoczone | Scott Ogren       | Hiszpania         | Rafael Herrero | [ 49 ] |
| 1991, Lake Placid          |                   | Siergiej Szuplecow | Kanada            | Jeff Viola        | Francja           | Youri Gilg     | [ 50 ] |
| 1993, Altenmarkt im Pongau | Rosja             | Siergiej Szuplecow | Stany Zjednoczone | Trace Worthington | Austria           | Hugo Bonatti   | [ 51 ] |
| 1995, La Clusaz            | Stany Zjednoczone | Trace Worthington  | Kanada            | Darcy Downs       | Stany Zjednoczone | Jonny Moseley  | [ 52 ] |
| 1997, Iizuna               | Kanada            | Darcy Downs        | Kanada            | Toben Sutherland  | Białoruś          | Aleh Kulaszou  | [ 53 ] |

### Jazda po muldach podwójnych mężczyzn
Zawody o mistrzostwo świata w jeździe po muldach podwójnych mężczyzn zaczęto rozgrywać w 1999 roku, w zamian za kombinację, której rozgrywanie zaprzestano. Najbardziej utytułowanym zawodnikiem w jeździe po muldach podwójnych jest Alexandre Bilodeau, który został mistrzem świata trzy razy z rzędu. Dwukrotnie na najwyższym stopniu podium stanął Mikaël Kingsbury, który zdobył ponadto dwa srebrne medale. W poniższym zestawieniu przedstawiono medalistów mistrzostw świata w jeździe po muldach podwójnych mężczyzn w latach 1999–2021.
| Rok i miejsce              |                   | Złoto              |                   | Srebro           |                   | Brąz                | Źr.    |
| -------------------------- | ----------------- | ------------------ | ----------------- | ---------------- | ----------------- | ------------------- | ------ |
| 1999, Meiringen            | Francja           | Johann Grégoire    | Finlandia         | Janne Lahtela    | Finlandia         | Lauri Lassila       | [ 54 ] |
| 2001, Whistler             | Francja           | Stéphane Yonnet    | Szwecja           | Patrik Sundberg  | Francja           | Johann Grégoire     | [ 55 ] |
| 2003, Deer Valley          | Stany Zjednoczone | Jeremy Bloom       | Japonia           | Yūgo Tsukita     | Stany Zjednoczone | Toby Dawson         | [ 56 ] |
| 2005, Ruka                 | Stany Zjednoczone | Toby Dawson        | Finlandia         | Sami Mustonen    | Stany Zjednoczone | Jeremy Bloom        | [ 57 ] |
| 2007, Madonna di Campiglio | Australia         | Dale Begg-Smith    | Francja           | Guilbaut Colas   | Rosja             | Rusłan Szarifullin  | [ 58 ] |
| 2009, Inawashiro           | Kanada            | Alexandre Bilodeau | Japonia           | Nobuyuki Nishi   | Finlandia         | Tapio Luusua        | [ 59 ] |
| 2011, Deer Valley          | Kanada            | Alexandre Bilodeau | Kanada            | Mikaël Kingsbury | Japonia           | Nobuyuki Nishi      | [ 60 ] |
| 2013, Voss                 | Kanada            | Alexandre Bilodeau | Kanada            | Mikaël Kingsbury | Stany Zjednoczone | Patrick Deneen      | [ 61 ] |
| 2015, Kreischberg          | Kanada            | Mikaël Kingsbury   | Kanada            | Philippe Marquis | Kanada            | Marc-Antoine Gagnon | [ 62 ] |
| 2017, Sierra Nevada        | Japonia           | Ikuma Horishima    | Stany Zjednoczone | Bradley Wilson   |                   | Marco Tadé          | [ 63 ] |
| 2019, Deer Valley          | Kanada            | Mikaël Kingsbury   | Stany Zjednoczone | Bradley Wilson   | Japonia           | Daichi Hara         | [ 64 ] |
| 2021, Ałmaty               | Kanada            | Mikaël Kingsbury   | Australia         | Matt Graham      | Japonia           | Ikuma Horishima     | [ 65 ] |

### Halfpipe mężczyzn
Halfpipe mężczyzn został wprowadzony do programu mistrzostw świata w 2005 roku. W 2007 roku zawody zostały odwołane z powodu braku śniegu. Jedynym dwukrotnym złotym medalistą w tej konkurencji jest Aaron Blunck. W tabeli ujęto medalistów mistrzostw świata w latach 2005–2021.
| Rok i miejsce       |                   | Złoto             |                   | Srebro                 |                   | Brąz           | Źr.    |
| ------------------- | ----------------- | ----------------- | ----------------- | ---------------------- | ----------------- | -------------- | ------ |
| 2005, Ruka          | Francja           | Mathias Wecxsteen | Francja           | Loïc Collomb-Patton    | Kanada            | Corey Vanular  | [ 67 ] |
| 2009, Inawashiro    | Francja           | Kevin Rolland     | Kanada            | Justin Dorey           | Francja           | Xavier Bertoni | [ 68 ] |
| 2011, Park City     | Kanada            | Micheal Riddle    | Francja           | Kevin Rolland          | Stany Zjednoczone | Simon Dumont   | [ 69 ] |
| 2013, Oslo          | Stany Zjednoczone | David Wise        | Stany Zjednoczone | Torin Yater-Wallace    | Francja           | Thomas Krief   | [ 70 ] |
| 2015, Kreischberg   | Stany Zjednoczone | Kyle Smaine       | Francja           | Joffrey Pollet-Villard |                   | Yannic Lerjen  | [ 71 ] |
| 2017, Sierra Nevada | Stany Zjednoczone | Aaron Blunck      | Kanada            | Micheal Riddle         | Francja           | Kevin Rolland  | [ 72 ] |
| 2019, Park City     | Stany Zjednoczone | Aaron Blunck      | Francja           | Kevin Rolland          | Kanada            | Noah Bowman    | [ 73 ] |
| 2021, Aspen         | Nowa Zelandia     | Nico Porteous     | Kanada            | Simon d’Artois         | Stany Zjednoczone | Birk Irving    | [ 74 ] |

### Skicross mężczyzn
Skicross został włączony do mistrzostw świata razem z zawodami w halfpipie w 2005 roku. Jedynym zawodnikiem, który dwukrotnie stanął na najwyższym stopniu podium tej konkurencji, jest Tomáš Kraus – triumfator dwóch pierwszych edycji. Poniżej zaprezentowano medalistów w skicrossie w latach 2005–2021.
| Rok i miejsce              |          | Złoto                 |               | Srebro                |                   | Brąz                  | Źr.    |
| -------------------------- | -------- | --------------------- | ------------- | --------------------- | ----------------- | --------------------- | ------ |
| 2005, Ruka                 | Czechy   | Tomáš Kraus           | Szwecja       | Jesper Brugge         | Norwegia          | Audun Grønvold        | [ 75 ] |
| 2007, Madonna di Campiglio | Czechy   | Tomáš Kraus           | Czechy        | Stanley Hayer         | Francja           | Enak Gavaggio         | [ 76 ] |
| 2009, Inawashiro           | Austria  | Andreas Matt          | Austria       | Thomas Zangerl        | Kanada            | Davey Barr            | [ 77 ] |
| 2011, Deer Valley          | Kanada   | Christopher Del Bosco | Finlandia     | Jouni Pellinen        | Austria           | Andreas Matt          | [ 78 ] |
| 2013, Voss                 | Francja  | Jean Frédéric Chapuis | Francja       | Bastien Midol         | Stany Zjednoczone | John Teller           | [ 79 ] |
| 2015, Kreischberg          | Słowenia | Filip Flisar          | Francja       | Jean Frédéric Chapuis | Szwecja           | Victor Öhling Norberg | [ 80 ] |
| 2017, Sierra Nevada        | Szwecja  | Victor Öhling Norberg | Nowa Zelandia | Jamie Prebble         | Francja           | François Place        | [ 81 ] |
| 2019, Solitude             | Francja  | François Place        | Kanada        | Brady Leman           | Kanada            | Kevin Drury           | [ 82 ] |
| 2021, Idre Fjäll           |          | Alex Fiva             | Francja       | François Place        | Szwecja           | Erik Mobärg           | [ 83 ] |

### Slopestyle mężczyzn
Slopestyle mężczyzn w ramach mistrzostw świata odbywa się od 2011 roku. W pięciu edycjach imprezy złoty medal za każdym razem zdobywał inny zawodnik. Łącznie najbardziej utytułowanym zawodnikiem jest James Woods, w dorobku którego znajdują się jeden złoty, jeden srebrny i jeden brązowy medal. W tabeli przedstawiono medalistów w slopestyle’u mężczyzn w latach 2011–2021.
| Rok i miejsce       |                   | Złoto           |                   | Srebro          |                   | Brąz             | Źr.    |
| ------------------- | ----------------- | --------------- | ----------------- | --------------- | ----------------- | ---------------- | ------ |
| 2011, Park City     | Stany Zjednoczone | Alex Schlopy    | Stany Zjednoczone | Sam Carlson     | Australia         | Russell Henshaw  | [ 84 ] |
| 2013, Voss          | Stany Zjednoczone | Thomas Wallisch | Wielka Brytania   | James Woods     | Stany Zjednoczone | Nicholas Goepper | [ 85 ] |
| 2015, Kreischberg   |                   | Fabian Bösch    | Australia         | Russell Henshaw | Stany Zjednoczone | Noah Wallace     | [ 86 ] |
| 2017, Sierra Nevada | Stany Zjednoczone | McRae Williams  | Stany Zjednoczone | Gus Kenworthy   | Wielka Brytania   | James Woods      | [ 87 ] |
| 2019, Park City     | Wielka Brytania   | James Woods     | Norwegia          | Birk Ruud       | Stany Zjednoczone | Nicholas Goepper | [ 88 ] |
| 2021, Aspen         |                   | Andri Ragettli  | Stany Zjednoczone | Colby Stevenson | Stany Zjednoczone | Alexander Hall   | [ 89 ] |

### Big air mężczyzn
Big air mężczyzn wprowadzono do programu mistrzostw świata w 2019 roku. Poniżej znajduje się zestawienie medalistów w tej konkurencji w latach 2019–2021.
| Rok i miejsce |         | Złoto            |         | Srebro             |        | Brąz                   | Źr.    |
| ------------- | ------- | ---------------- | ------- | ------------------ | ------ | ---------------------- | ------ |
| 2019, Canyons |         | Fabian Bösch     | Szwecja | Henrik Harlaut     | Kanada | Alex Beaulieu-Marchand | [ 90 ] |
| 2021, Aspen   | Szwecja | Oliwer Magnusson | Kanada  | Édouard Therriault |        | Kim Gubser             | [ 91 ] |

### Jazda po muldach kobiet
Rywalizacja kobiet w jeździe po muldach odbywa się w ramach mistrzostw świata nieprzerwanie od ich pierwszej edycji w 1986 roku. Trzy zawodniczki zdobyły w tej konkurencji po dwa złote medale – Candice Gilg, Hannah Kearney i Kari Traa. Kearney wywalczyła ponadto dwa, a Traa jeden srebrny medal. W poniższej tabeli przedstawione zostały medalistki mistrzostw świata w jeździe po muldach w latach 1986–2021.
| Rok i miejsce              |                   | Złoto                   |                   | Srebro              |           | Brąz                    | Źr.     |
| -------------------------- | ----------------- | ----------------------- | ----------------- | ------------------- | --------- | ----------------------- | ------- |
| 1986, Tignes               | Stany Zjednoczone | Mary-Jo Tiampo          | Stany Zjednoczone | Hayley Wolff        | Włochy    | Silvia Marciandi        | [ 92 ]  |
| 1989, Oberjoch             | Francja           | Raphaëlle Monod         | Stany Zjednoczone | Donna Weinbrecht    |           | Tatjana Mittermayer     | [ 93 ]  |
| 1991, Lake Placid          | Stany Zjednoczone | Donna Weinbrecht        | Niemcy            | Tatjana Mittermayer | Niemcy    | Birgit Keppler-Stein    | [ 94 ]  |
| 1993, Altenmarkt im Pongau | Norwegia          | Stine Lise Hattestad    | Włochy            | Petra Moroder       | Kanada    | Bronwen Thomas          | [ 95 ]  |
| 1995, La Clusaz            | Francja           | Candice Gilg            | Francja           | Raphaëlle Monod     | Niemcy    | Tatjana Mittermayer     | [ 96 ]  |
| 1997, Iizuna               | Francja           | Candice Gilg            | Stany Zjednoczone | Donna Weinbrecht    | Niemcy    | Tatjana Mittermayer     | [ 97 ]  |
| 1999, Meiringen            | Stany Zjednoczone | Ann Battelle            | Norwegia          | Kari Traa           |           | Corinne Bodmer          | [ 98 ]  |
| 2001, Whistler             | Norwegia          | Kari Traa               | Australia         | Maria Despas        | Japonia   | Aiko Uemura             | [ 99 ]  |
| 2003, Deer Valley          | Norwegia          | Kari Traa               | Stany Zjednoczone | Michelle Roark      | Kanada    | Stéphanie St-Pierre     | [ 100 ] |
| 2005, Ruka                 | Stany Zjednoczone | Hannah Kearney          | Czechy            | Nikola Sudová       | Austria   | Margarita Marbler       | [ 101 ] |
| 2007, Madonna di Campiglio | Kanada            | Kristi Richards         | Kanada            | Jennifer Heil       | Włochy    | Deborah Scanzio         | [ 102 ] |
| 2009, Inawashiro           | Japonia           | Aiko Uemura             | Kanada            | Jennifer Heil       | Czechy    | Nikola Sudová           | [ 103 ] |
| 2011, Deer Valley          | Kanada            | Jennifer Heil           | Stany Zjednoczone | Hannah Kearney      | Kanada    | Kristi Richards         | [ 104 ] |
| 2013, Voss                 | Stany Zjednoczone | Hannah Kearney          | Japonia           | Miki Itō            | Kanada    | Justine Dufour-Lapointe | [ 105 ] |
| 2015, Kreischberg          | Kanada            | Justine Dufour-Lapointe | Stany Zjednoczone | Hannah Kearney      | Australia | Britteny Cox            | [ 106 ] |
| 2017, Sierra Nevada        | Australia         | Britteny Cox            | Francja           | Perrine Laffont     | Kanada    | Justine Dufour-Lapointe | [ 107 ] |
| 2019, Deer Valley          | Kazachstan        | Julija Gałyszewa        | Australia         | Jakara Anthony      | Francja   | Perrine Laffont         | [ 108 ] |
| 2021, Ałmaty               | Francja           | Perrine Laffont         | Kazachstan        | Julija Gałyszewa    | RSF       | Anastasija Smirnowa     | [ 109 ] |

### Skoki akrobatyczne kobiet
Zawody o mistrzostwo świata w skokach akrobatycznych kobiet przeprowadzane są od pierwszych mistrzostw w 1986 roku. Najbardziej utytułowana w tej konkurencji jest Chinka Li Nina, która zdobyła trzy złote medale z rzędu w latach 2005–2009. W tabeli ujęto medalistki mistrzostw świata w skokach w latach 1986–2021.
| Rok i miejsce              |                   | Złoto                 |                   | Srebro              |                   | Brąz                | Źr.     |
| -------------------------- | ----------------- | --------------------- | ----------------- | ------------------- | ----------------- | ------------------- | ------- |
| 1986, Tignes               | Stany Zjednoczone | Maria Quintana        | Szwecja           | Carin Hernskog      | Kanada            | Meredith Gardner    | [ 110 ] |
| 1989, Oberjoch             | Francja           | Catherine Lombard     |                   | Sonja Reichart      | Stany Zjednoczone | Melanie Palenik     | [ 111 ] |
| 1991, Lake Placid          |                   | Wasilisa Siemienczuk  | Niemcy            | Elfie Simchen       | Szwecja           | Liselotte Johansson | [ 112 ] |
| 1993, Altenmarkt im Pongau | Uzbekistan        | Lina Cheryazova       | Szwecja           | Marie Lindgren      | Stany Zjednoczone | Kristean Porter     | [ 113 ] |
| 1995, La Clusaz            | Stany Zjednoczone | Nikki Stone           | Szwecja           | Marie Lindgren      | Australia         | Kirstie Marshall    | [ 114 ] |
| 1997, Iizuna               | Australia         | Kirstie Marshall      |                   | Michèle Rohrbach    | Kanada            | Veronica Brenner    | [ 115 ] |
| 1999, Meiringen            | Australia         | Jacqui Cooper         | Norwegia          | Hilde Synnøve Lid   | Stany Zjednoczone | Nikki Stone         | [ 116 ] |
| 2001, Whistler             | Kanada            | Veronika Bauer        |                   | Michèle Rohrbach    | Kanada            | Deidra Dionne       | [ 117 ] |
| 2003, Deer Valley          | Australia         | Alisa Camplin         | Kanada            | Veronika Bauer      | Kanada            | Deidra Dionne       | [ 118 ] |
| 2005, Ruka                 |                   | Li Nina               |                   | Evelyne Leu         |                   | Guo Xinxin          | [ 119 ] |
| 2007, Madonna di Campiglio |                   | Li Nina               | Białoruś          | Asol Sliwiec        | Australia         | Jacqui Cooper       | [ 120 ] |
| 2009, Inawashiro           |                   | Li Nina               |                   | Xu Mengtao          | Australia         | Jacqui Cooper       | [ 121 ] |
| 2011, Deer Valley          |                   | Cheng Shuang          |                   | Xu Mengtao          | Ukraina           | Olha Wołkowa        | [ 122 ] |
| 2013, Voss                 |                   | Xu Mengtao            | Rosja             | Wieronika Korsunowa | Australia         | Danielle Scott      | [ 123 ] |
| 2015, Kreischberg          | Australia         | Laura Peel            | Stany Zjednoczone | Kiley McKinnon      |                   | Xu Mengtao          | [ 124 ] |
| 2017, Sierra Nevada        | Stany Zjednoczone | Ashley Caldwell       | Australia         | Danielle Scott      |                   | Xu Mengtao          | [ 125 ] |
| 2019, Deer Valley          | Białoruś          | Alaksandra Ramanouska | Rosja             | Lubow Nikitina      |                   | Xu Mengtao          | [ 126 ] |
| 2021, Ałmaty               | Australia         | Laura Peel            | Stany Zjednoczone | Ashley Caldwell     | RSF               | Lubow Nikitina      | [ 127 ] |

### Balet narciarski kobiet
Balet narciarski kobiet był częścią mistrzostw świata w narciarstwie dowolnym podczas ich siedmiu pierwszych edycji. Po dwa złote medale w tej konkurencji zdobyły Jan Bucher i Ellen Breen. Obie te zawodniczki mają na koncie dodatkowo po jednym srebrnym medalu. Poniżej przedstawiono zestawienie medalistek w balecie w latach 1986–1999.
| Rok i miejsce              |                   | Złoto              |                   | Srebro            |         | Brąz             | Źr.     |
| -------------------------- | ----------------- | ------------------ | ----------------- | ----------------- | ------- | ---------------- | ------- |
| 1986, Tignes               | Stany Zjednoczone | Jan Bucher         | Francja           | Christine Rossi   | Kanada  | Lucie Barma      | [ 128 ] |
| 1989, Oberjoch             | Stany Zjednoczone | Jan Bucher         |                   | Conny Kissling    | Kanada  | Lucie Barma      | [ 129 ] |
| 1991, Lake Placid          | Stany Zjednoczone | Ellen Breen        | Stany Zjednoczone | Jan Bucher        | Francja | Cathy Féchoz     | [ 130 ] |
| 1993, Altenmarkt im Pongau | Stany Zjednoczone | Ellen Breen        | Stany Zjednoczone | Sharon Petzold    | Francja | Cathy Féchoz     | [ 131 ] |
| 1995, La Clusaz            | Rosja             | Jelena Batałowa    | Stany Zjednoczone | Ellen Breen       | Szwecja | Annika Johansson | [ 132 ] |
| 1997, Iizuna               | Rosja             | Oksana Kuszczenko  | Szwecja           | Åsa Magnusson     | Szwecja | Annika Johansson | [ 133 ] |
| 1999, Meiringen            | Rosja             | Natalja Razumowska | Rosja             | Oksana Kuszczenko | Szwecja | Annika Johansson | [ 134 ] |

### Kombinacja kobiet
Kombinacja kobiet rozgrywana była w ramach mistrzostw świata w ich pierwszych pięciu edycjach. W każdej edycji złoty medal zdobyła inna zawodniczka. Łącznie najbardziej utytułowana w tej konkurencji jest Conny Kissling z jednym złotym i dwoma srebrnymi medalami. W zestawieniu ukazano medalistki w kombinacji w latach 1986–1995.
| Rok i miejsce              |                   | Złoto            |        | Srebro            |                   | Brąz             | Źr.     |
| -------------------------- | ----------------- | ---------------- | ------ | ----------------- | ----------------- | ---------------- | ------- |
| 1986, Tignes               |                   | Conny Kissling   | Kanada | Anna Fraser       | Włochy            | Silvia Marciandi | [ 135 ] |
| 1989, Oberjoch             | Stany Zjednoczone | Melanie Palenik  |        | Conny Kissling    | Kanada            | Meredith Gardner | [ 136 ] |
| 1991, Lake Placid          |                   | Maja Schmid      |        | Conny Kissling    | Stany Zjednoczone | Kristean Porter  | [ 137 ] |
| 1993, Altenmarkt im Pongau | Kanada            | Katherina Kubenk | Rosja  | Natalja Oriechowa | Stany Zjednoczone | Kristean Porter  | [ 138 ] |
| 1995, La Clusaz            | Stany Zjednoczone | Kristean Porter  |        | Maja Schmid       | Kanada            | Katherina Kubenk | [ 139 ] |

### Jazda po muldach podwójnych kobiet
Jazda po muldach podwójnych kobiet jest w programie mistrzostw świata w narciarstwie dowolnym od 1999 roku. Najbardziej utytułowana w tej konkurencji jest Jennifer Heil – zdobywczyni trzech złotych medali. Czterokrotnie na podium mistrzostw świata stanęły Kari Traa i Hannah Kearney, zdobywając jednak mniej złotych medali od Heil. W tabeli przedstawiono medalistki w jeździe po muldach podwójnych w latach 1999–2021.
| Rok i miejsce              |                   | Złoto                 |                   | Srebro                  |                   | Brąz               | Źr.     |
| -------------------------- | ----------------- | --------------------- | ----------------- | ----------------------- | ----------------- | ------------------ | ------- |
| 1999, Meiringen            | Niemcy            | Sandra Schmitt        | Norwegia          | Kari Traa               | Stany Zjednoczone | Ann Battelle       | [ 140 ] |
| 2001, Whistler             | Norwegia          | Kari Traa             |                   | Corinne Bodmer          | Kanada            | Tami Bradley       | [ 141 ] |
| 2003, Deer Valley          | Norwegia          | Kari Traa             | Rosja             | Marina Czerkasowa       | Stany Zjednoczone | Shannon Bahrke     | [ 142 ] |
| 2005, Ruka                 | Kanada            | Jennifer Heil         | Norwegia          | Kari Traa               | Japonia           | Aiko Uemura        | [ 143 ] |
| 2007, Madonna di Campiglio | Kanada            | Jennifer Heil         | Stany Zjednoczone | Shannon Bahrke          | Austria           | Margarita Marbler  | [ 144 ] |
| 2009, Inawashiro           | Japonia           | Aiko Uemura           | Japonia           | Miki Itō                | Stany Zjednoczone | Hannah Kearney     | [ 145 ] |
| 2011, Deer Valley          | Kanada            | Jennifer Heil         | Kanada            | Chloé Dufour-Lapointe   | Stany Zjednoczone | Hannah Kearney     | [ 146 ] |
| 2013, Voss                 | Kanada            | Chloé Dufour-Lapointe | Japonia           | Miki Itō                | Stany Zjednoczone | Hannah Kearney     | [ 147 ] |
| 2015, Kreischberg          | Stany Zjednoczone | Hannah Kearney        | Kanada            | Justine Dufour-Lapointe | Kazachstan        | Julija Gałyszewa   | [ 148 ] |
| 2017, Sierra Nevada        | Francja           | Perrine Laffont       | Kazachstan        | Julija Gałyszewa        | Stany Zjednoczone | Jaelin Kauf        | [ 149 ] |
| 2019, Deer Valley          | Francja           | Perrine Laffont       | Stany Zjednoczone | Jaelin Kauf             | Stany Zjednoczone | Tess Johnson       | [ 150 ] |
| 2021, Ałmaty               | RSF               | Anastasija Smirnowa   | RSF               | Wiktorija Łazarienko    | Kazachstan        | Anastasija Gorodko | [ 151 ] |

### Halfpipe kobiet
Zawody o medale mistrzostw świata w halfpipie kobiet odbywają się od 2005 roku. W 2007 roku konkurencja nie została przeprowadzona z powodu braku śniegu. Najwięcej medali w tej konkurencji zdobyła Virginie Faivre – trzykrotna złota medalistka. W zestawieniu ujęto medalistki mistrzostw świata w halfpipie w latach 2005–2021.
| Rok i miejsce       |         | Złoto               |                   | Srebro          |                   | Brąz            | Źr.     |
| ------------------- | ------- | ------------------- | ----------------- | --------------- | ----------------- | --------------- | ------- |
| 2005, Ruka          | Kanada  | Sarah Burke         | Stany Zjednoczone | Kristi Leskinen | Norwegia          | Grete Eliassen  | [ 152 ] |
| 2009, Inawashiro    |         | Virginie Faivre     | Kanada            | Megan Gunning   | Stany Zjednoczone | Jennifer Hudak  | [ 153 ] |
| 2011, Park City     | Kanada  | Rosalind Groenewoud | Stany Zjednoczone | Jennifer Hudak  | Kanada            | Keltie Hansen   | [ 154 ] |
| 2013, Oslo          |         | Virginie Faivre     | Francja           | Anaïs Caradeux  | Japonia           | Ayana Onozuka   | [ 155 ] |
| 2015, Kreischberg   |         | Virginie Faivre     | Kanada            | Cassie Sharpe   |                   | Mirjam Jäger    | [ 156 ] |
| 2017, Sierra Nevada | Japonia | Ayana Onozuka       | Francja           | Marie Martinod  | Stany Zjednoczone | Devin Logan     | [ 157 ] |
| 2019, Park City     | Estonia | Kelly Sildaru       | Kanada            | Cassie Sharpe   | Stany Zjednoczone | Brita Sigourney | [ 158 ] |
| 2021, Aspen         |         | Eileen Gu           | Kanada            | Rachael Karker  | Wielka Brytania   | Zoe Atkin       | [ 159 ] |

### Skicross kobiet
Skicross, tak jak halpipe, jest częścią mistrzostw świata od 2005 roku. W latach 2005–2019 każdą z edycji wygrała inna zawodniczka. W 2021 roku mistrzynią została Sandra Näslund i jako jedyna jest dwukrotną złotą medalistką w tej konkurencji. Najwięcej razy na podium stawała natomiast Ophélie David, w dorobku której jest jeden złoty, jeden srebrny i trzy brązowe medale. Poniżej przedstawiono zestawienie medalistek w skicrossie w latach 2005–2021.
| Rok i miejsce              |         | Złoto             |         | Srebro            |         | Brąz               | Źr.     |
| -------------------------- | ------- | ----------------- | ------- | ----------------- | ------- | ------------------ | ------- |
| 2005, Ruka                 | Austria | Karin Huttary     | Szwecja | Magdalena Iljans  | Francja | Ophélie David      | [ 160 ] |
| 2007, Madonna di Campiglio | Francja | Ophélie David     | Francja | Méryll Boulangeat | Niemcy  | Alexandra Grauvogl | [ 161 ] |
| 2009, Inawashiro           | Kanada  | Ashleigh McIvor   | Austria | Karin Huttary     | Francja | Méryll Boulangeat  | [ 162 ] |
| 2011, Deer Valley          | Kanada  | Kelsey Serwa      | Kanada  | Julia Murray      | Szwecja | Anna Holmlund      | [ 163 ] |
| 2013, Voss                 |         | Fanny Smith       | Kanada  | Marielle Thompson | Francja | Ophélie David      | [ 164 ] |
| 2015, Kreischberg          | Austria | Andrea Limbacher  | Francja | Ophélie David     |         | Fanny Smith        | [ 165 ] |
| 2017, Sierra Nevada        | Szwecja | Sandra Näslund    |         | Fanny Smith       | Francja | Ophélie David      | [ 166 ] |
| 2019, Solitude             | Kanada  | Marielle Thompson |         | Fanny Smith       | Francja | Alizée Baron       | [ 167 ] |
| 2021, Idre Fjäll           | Szwecja | Sandra Näslund    |         | Fanny Smith       | Francja | Alizée Baron       | [ 168 ] |

### Slopestyle kobiet
Konkursy mistrzostw świata w slopestyle’u kobiet przeprowadzane są od 2011 roku. W 2019 roku zawody odwołano ze względu na złe warunki atmosferyczne. Jedyną zawodniczką, która zdobyła w tej konkurencji dwa medale (złoty i srebrny), jest Kaya Turski. W tabeli przedstawiono medalistki w latach 2011–2021.
| Rok i miejsce       |           | Złoto           |                 | Srebro            |                   | Brąz             | Źr.     |
| ------------------- | --------- | --------------- | --------------- | ----------------- | ----------------- | ---------------- | ------- |
| 2011, Park City     | Australia | Anna Segal      | Kanada          | Kaya Turski       | Stany Zjednoczone | Keri Herman      | [ 171 ] |
| 2013, Voss          | Kanada    | Kaya Turski     | Kanada          | Dara Howell       | Stany Zjednoczone | Grete Eliassen   | [ 172 ] |
| 2015, Kreischberg   | Niemcy    | Lisa Zimmermann | Wielka Brytania | Katie Summerhayes | Słowacja          | Zuzana Stromková | [ 173 ] |
| 2017, Sierra Nevada | Francja   | Tess Ledeux     | Szwecja         | Emma Dahlström    | Wielka Brytania   | Isabel Atkin     | [ 174 ] |
| 2021, Aspen         |           | Eileen Gu       |                 | Mathilde Gremaud  | Kanada            | Megan Oldham     | [ 175 ] |

### Big air kobiet
Big air kobiet został wprowadzony do programu mistrzostw świata w narciarstwie dowolnym w 2019 roku. Poniżej przedstawiono medalistki tych zawodów w latach 2019–2021.
| Rok i miejsce |         | Złoto               |                   | Srebro         |                 | Brąz         | Źr.     |
| ------------- | ------- | ------------------- | ----------------- | -------------- | --------------- | ------------ | ------- |
| 2019, Canyons | Francja | Tess Ledeux         | Stany Zjednoczone | Julia Krass    | Wielka Brytania | Isabel Atkin | [ 176 ] |
| 2021, Aspen   | RSF     | Anastasija Tatalina | RSF               | Łana Prusakowa |                 | Eileen Gu    | [ 177 ] |

### Skoki akrobatyczne drużynowo
W 2019 roku w ramach mistrzostw świata po raz pierwszy przeprowadzono zawody drużynowe w skokach akrobatycznych. W konkurencji tej udział wzięły trzyosobowe zespoły, złożone z dwóch mężczyzn i jednej kobiety bądź dwóch kobiet i jednego mężczyzny, każdy z członków drużyny oddał po jednym skoku, który był wliczony do noty ekipy. Poniżej przedstawiono medalistów w tej konkurencji w latach 2019–2021.
| Rok i miejsce     | Złoto                                                                   | Srebro                                          | Brąz                                                 | Źr.     |
| ----------------- | ----------------------------------------------------------------------- | ----------------------------------------------- | ---------------------------------------------------- | ------- |
| 2019, Deer Valley | Szwajcaria Carol Bouvard Nicolas Gygax Noé Roth                         | ChRL Xu Mengtao Sun Jiaxu Wang Xindi            | Rosja Lubow Nikitina Stanisław Nikitin Maksim Burow  | [ 179 ] |
| 2021, Ałmaty      | Rosyjska Federacja Narciarska Lubow Nikitina Pawieł Krotow Maksim Burow | Szwajcaria Carol Bouvard Pirmin Werner Noé Roth | USA Ashley Caldwell Eric Loughran Christopher Lillis | [ 180 ] |

## Klasyfikacje medalowe

### Klasyfikacja zawodników
W poniższej tabeli przedstawiono klasyfikację zawodników, którzy zdobyli przynajmniej jeden medal mistrzostw świata w narciarstwie dowolnym. Kolejność ustalona została według liczby zdobytych medali poszczególnych kruszców. W przypadku, gdy dwóch lub więcej zawodników zdobyło tę samą liczbę medali wszystkich kolorów, wzięto pod uwagę najpierw kolejność chronologiczną, a następnie porządek alfabetyczny. W sytuacji, gdy dany zawodnik reprezentował więcej niż jedno państwo, podano wszystkie kraje, dla których zdobył medale.
| Miejsce | Zawodnik                  | Państwo                             | Lata      | Złoto | Srebro | Brąz | Razem |
| ------- | ------------------------- | ----------------------------------- | --------- | ----- | ------ | ---- | ----- |
| 1.      | Mikaël Kingsbury          | Kanada                              | 2011–2021 | 6     | 3      | 2    | 11    |
| 2.      | Alexandre Bilodeau        | Kanada                              | 2009–2013 | 3     | 2      | –    | 5     |
| 3.      | Maksim Burow              | Rosja Rosyjska Federacja Narciarska | 2019–2021 | 3     | –      | 1    | 4     |
| 4.      | Edgar Grospiron           | Francja                             | 1989–1995 | 3     | –      | –    | 3     |
| 5.      | Qi Guangpu                | ChRL                                | 2011–2017 | 2     | 2      | –    | 4     |
| 6.      | Fabrice Becker            | Francja                             | 1993–1997 | 2     | 1      | –    | 3     |
| 6.      | Jean-Luc Brassard         | Kanada                              | 1993–1997 | 2     | 1      | –    | 3     |
| 6.      | Trace Worthington         | USA                                 | 1993–1995 | 2     | 1      | –    | 3     |
| 9.      | Philippe LaRoche          | Kanada                              | 1989–1993 | 2     | –      | 1    | 3     |
| 9.      | Siergiej Szuplecow        | ZSRR Rosja                          | 1991–1995 | 2     | –      | 1    | 3     |
| 9.      | Ikuma Horishima           | Japonia                             | 2017–2021 | 2     | –      | 1    | 3     |
| 12.     | Lloyd Langlois            | Kanada                              | 1986–1989 | 2     | –      | –    | 2     |
| 12.     | Mikko Ronkainen           | Finlandia                           | 2001–2003 | 2     | –      | –    | 2     |
| 12.     | Tomáš Kraus               | Czechy                              | 2005–2007 | 2     | –      | –    | 2     |
| 12.     | Fabian Bösch              | Szwajcaria                          | 2015–2019 | 2     | –      | –    | 2     |
| 12.     | Aaron Blunck              | USA                                 | 2017–2019 | 2     | –      | –    | 2     |
| 17.     | Lane Spina                | USA                                 | 1986–1993 | 1     | 2      | 1    | 4     |
| 17.     | Kevin Rolland             | Francja                             | 2009–2019 | 1     | 2      | 1    | 4     |
| 19.     | Steve Omischl             | Kanada                              | 2003–2009 | 1     | 1      | 2    | 4     |
| 20.     | Alaksiej Hryszyn          | Białoruś                            | 2001–2005 | 1     | 1      | 1    | 3     |
| 20.     | Jeremy Bloom              | USA                                 | 2003–2005 | 1     | 1      | 1    | 3     |
| 20.     | Dale Begg-Smith           | Australia                           | 2005–2007 | 1     | 1      | 1    | 3     |
| 20.     | James Woods               | Wielka Brytania                     | 2013–2019 | 1     | 1      | 1    | 3     |
| 20.     | François Place            | Francja                             | 2017–2021 | 1     | 1      | 1    | 3     |
| 20.     | Noé Roth                  | Szwajcaria                          | 2019–2021 | 1     | 1      | 1    | 3     |
| 26.     | Rune Kristiansen          | Norwegia                            | 1993–1995 | 1     | 1      | –    | 2     |
| 26.     | Darcy Downs               | Kanada                              | 1995–1997 | 1     | 1      | –    | 2     |
| 26.     | Eric Bergoust             | USA                                 | 1997–1999 | 1     | 1      | –    | 2     |
| 26.     | Ian Edmondson             | USA                                 | 1997–1999 | 1     | 1      | –    | 2     |
| 26.     | Janne Lahtela             | Finlandia                           | 1999      | 1     | 1      | –    | 2     |
| 26.     | Pierre-Alexandre Rousseau | Kanada                              | 2001–2007 | 1     | 1      | –    | 2     |
| 26.     | Guilbaut Colas            | Francja                             | 2007–2011 | 1     | 1      | –    | 2     |
| 26.     | Micheal Riddle            | Kanada                              | 2011–2017 | 1     | 1      | –    | 2     |
| 26.     | Jean Frédéric Chapuis     | Francja                             | 2013–2015 | 1     | 1      | –    | 2     |
| 35.     | Toby Dawson               | USA                                 | 2003–2005 | 1     | –      | 2    | 3     |
| 35.     | Patrick Deneen            | USA                                 | 2009–2013 | 1     | –      | 2    | 3     |
| 37.     | Éric Berthon              | Francja                             | 1986–1989 | 1     | –      | 1    | 2     |
| 37.     | Johann Grégoire           | Francja                             | 1999–2001 | 1     | –      | 1    | 2     |
| 37.     | Nathan Roberts            | USA                                 | 2005–2007 | 1     | –      | 1    | 2     |
| 37.     | Andreas Matt              | Austria                             | 2009–2011 | 1     | –      | 1    | 2     |
| 37.     | Warren Shouldice          | Kanada                              | 2009–2011 | 1     | –      | 1    | 2     |
| 37.     | Victor Öhling Norberg     | Szwecja                             | 2015–2017 | 1     | –      | 1    | 2     |
| 37.     | Pawieł Krotow             | Rosyjska Federacja Narciarska       | 2021      | 1     | –      | 1    | 2     |
| 44.     | Alain LaRoche             | Kanada                              | 1986      | 1     | –      | –    | 1     |
| 44.     | Richard Schabl            | RFN                                 | 1986      | 1     | –      | –    | 1     |
| 44.     | Hermann Reitberger        | RFN                                 | 1989      | 1     | –      | –    | 1     |
| 44.     | Chris Simboli             | Kanada                              | 1989      | 1     | –      | –    | 1     |
| 44.     | Nicolas Fontaine          | Kanada                              | 1997      | 1     | –      | –    | 1     |
| 44.     | Stéphane Yonnet           | Francja                             | 2001      | 1     | –      | –    | 1     |
| 44.     | Dmitrij Archipow          | Rosja                               | 2003      | 1     | –      | –    | 1     |
| 44.     | Mathias Wecxsteen         | Francja                             | 2005      | 1     | –      | –    | 1     |
| 44.     | Han Xiaopeng              | ChRL                                | 2007      | 1     | –      | –    | 1     |
| 44.     | Ryan St. Onge             | USA                                 | 2009      | 1     | –      | –    | 1     |
| 44.     | Christopher Del Bosco     | Kanada                              | 2011      | 1     | –      | –    | 1     |
| 44.     | Alex Schlopy              | USA                                 | 2011      | 1     | –      | –    | 1     |
| 44.     | Thomas Wallisch           | USA                                 | 2013      | 1     | –      | –    | 1     |
| 44.     | David Wise                | USA                                 | 2013      | 1     | –      | –    | 1     |
| 44.     | Anthony Benna             | Francja                             | 2015      | 1     | –      | –    | 1     |
| 44.     | Filip Flisar              | Słowenia                            | 2015      | 1     | –      | –    | 1     |
| 44.     | Kyle Smaine               | USA                                 | 2015      | 1     | –      | –    | 1     |
| 44.     | Jonathon Lillis           | USA                                 | 2017      | 1     | –      | –    | 1     |
| 44.     | McRae Williams            | USA                                 | 2017      | 1     | –      | –    | 1     |
| 44.     | Nicolas Gygax             | Szwajcaria                          | 2019      | 1     | –      | –    | 1     |
| 44.     | Alex Fiva                 | Szwajcaria                          | 2021      | 1     | –      | –    | 1     |
| 44.     | Oliwer Magnusson          | Szwecja                             | 2021      | 1     | –      | –    | 1     |
| 44.     | Nico Porteous             | Nowa Zelandia                       | 2021      | 1     | –      | –    | 1     |
| 44.     | Andri Ragettli            | Szwajcaria                          | 2021      | 1     | –      | –    | 1     |
| 68.     | Christian Rijavec         | Austria                             | 1995–1999 | –     | 2      | –    | 2     |
| 68.     | Dzmitryj Daszczynski      | Białoruś                            | 2001–2007 | –     | 2      | –    | 2     |
| 68.     | Benjamin Cavet            | Francja                             | 2017–2021 | –     | 2      | –    | 2     |
| 68.     | Bradley Wilson            | USA                                 | 2017–2019 | –     | 2      | –    | 2     |
| 68.     | Matt Graham               | Australia                           | 2019–2021 | –     | 2      | –    | 2     |
| 73.     | Stéphane Rochon           | Szwajcaria                          | 1997–2001 | –     | 1      | 1    | 2     |
| 73.     | Lauri Lassila             | Finlandia                           | 1999      | –     | 1      | 1    | 2     |
| 73.     | Sami Mustonen             | Finlandia                           | 1999–2005 | –     | 1      | 1    | 2     |
| 73.     | Tapio Luusua              | Finlandia                           | 2009      | –     | 1      | 1    | 2     |
| 73.     | Nobuyuki Nishi            | Japonia                             | 2009–2011 | –     | 1      | 1    | 2     |
| 73.     | Russell Henshaw           | Australia                           | 2011–2015 | –     | 1      | 1    | 2     |
| 73.     | Christopher Lillis        | USA                                 | 2021      | –     | 1      | 1    | 2     |
| 80.     | Yves LaRoche              | Kanada                              | 1986      | –     | 1      | –    | 1     |
| 80.     | Petsch Moser              | Szwajcaria                          | 1986      | –     | 1      | –    | 1     |
| 80.     | John Witt                 | USA                                 | 1986      | –     | 1      | –    | 1     |
| 80.     | Jürg Biner                | Szwajcaria                          | 1989      | –     | 1      | –    | 1     |
| 80.     | Didier Méda               | Francja                             | 1989      | –     | 1      | –    | 1     |
| 80.     | Scott Ogren               | USA                                 | 1989      | –     | 1      | –    | 1     |
| 80.     | Bernard Brandt            | Szwajcaria                          | 1991      | –     | 1      | –    | 1     |
| 80.     | Roberto Franco            | Włochy                              | 1991      | –     | 1      | –    | 1     |
| 80.     | John Ross                 | Kanada                              | 1991      | –     | 1      | –    | 1     |
| 80.     | Jeff Viola                | Kanada                              | 1991      | –     | 1      | –    | 1     |
| 80.     | Fabien Bertrand           | Francja                             | 1993      | –     | 1      | –    | 1     |
| 80.     | Richard Cobbing           | Wielka Brytania                     | 1993      | –     | 1      | –    | 1     |
| 80.     | Toben Sutherland          | Kanada                              | 1997      | –     | 1      | –    | 1     |
| 80.     | Mike McDonald             | Kanada                              | 1999      | –     | 1      | –    | 1     |
| 80.     | Patrik Sundberg           | Szwecja                             | 2001      | –     | 1      | –    | 1     |
| 80.     | Yūgo Tsukita              | Japonia                             | 2003      | –     | 1      | –    | 1     |
| 80.     | Jeff Bean                 | Kanada                              | 2005      | –     | 1      | –    | 1     |
| 80.     | Jesper Brugge             | Szwecja                             | 2005      | –     | 1      | –    | 1     |
| 80.     | Loïc Collomb-Patton       | Francja                             | 2005      | –     | 1      | –    | 1     |
| 80.     | Marc-André Moreau         | Kanada                              | 2005      | –     | 1      | –    | 1     |
| 80.     | Stanley Hayer             | Czechy                              | 2007      | –     | 1      | –    | 1     |
| 80.     | Justin Dorey              | Kanada                              | 2009      | –     | 1      | –    | 1     |
| 80.     | Thomas Zangerl            | Austria                             | 2009      | –     | 1      | –    | 1     |
| 80.     | Sam Carlson               | USA                                 | 2011      | –     | 1      | –    | 1     |
| 80.     | Jouni Pellinen            | Finlandia                           | 2011      | –     | 1      | –    | 1     |
| 80.     | Travis Gerrits            | Kanada                              | 2013      | –     | 1      | –    | 1     |
| 80.     | Bastien Midol             | Francja                             | 2013      | –     | 1      | –    | 1     |
| 80.     | Torin Yater-Wallace       | USA                                 | 2013      | –     | 1      | –    | 1     |
| 80.     | Alex Bowen                | USA                                 | 2015      | –     | 1      | –    | 1     |
| 80.     | Philippe Marquis          | Kanada                              | 2015      | –     | 1      | –    | 1     |
| 80.     | Joffrey Pollet-Villard    | Francja                             | 2015      | –     | 1      | –    | 1     |
| 80.     | Gus Kenworthy             | USA                                 | 2017      | –     | 1      | –    | 1     |
| 80.     | Jamie Prebble             | Nowa Zelandia                       | 2017      | –     | 1      | –    | 1     |
| 80.     | Ołeksandr Abramenko       | Ukraina                             | 2019      | –     | 1      | –    | 1     |
| 80.     | Henrik Harlaut            | Szwecja                             | 2019      | –     | 1      | –    | 1     |
| 80.     | Brady Leman               | Kanada                              | 2019      | –     | 1      | –    | 1     |
| 80.     | Birk Ruud                 | Norwegia                            | 2019      | –     | 1      | –    | 1     |
| 80.     | Sun Jiaxu                 | ChRL                                | 2019      | –     | 1      | –    | 1     |
| 80.     | Wang Xindi                | ChRL                                | 2019      | –     | 1      | –    | 1     |
| 80.     | Simon d’Artois            | Kanada                              | 2021      | –     | 1      | –    | 1     |
| 80.     | Colby Stevenson           | USA                                 | 2021      | –     | 1      | –    | 1     |
| 80.     | Édouard Therriault        | Kanada                              | 2021      | –     | 1      | –    | 1     |
| 80.     | Pirmin Werner             | Szwajcaria                          | 2021      | –     | 1      | –    | 1     |
| 123.    | Heini Baumgartner         | Szwajcaria                          | 1995–1999 | –     | –      | 3    | 3     |
| 124.    | Jean-Marc Bacquin         | Francja                             | 1986–1993 | –     | –      | 2    | 2     |
| 124.    | Dave Walker               | Kanada                              | 1989–1991 | –     | –      | 2    | 2     |
| 124.    | Joe Pack                  | USA                                 | 1999–2001 | –     | –      | 2    | 2     |
| 124.    | Nicholas Goepper          | USA                                 | 2013–2019 | –     | –      | 2    | 2     |
| 124.    | Daichi Hara               | Japonia                             | 2019      | –     | –      | 2    | 2     |
| 129.    | Georg Fürmeier            | RFN                                 | 1986      | –     | –      | 1    | 1     |
| 129.    | Martti Kellokumpu         | Finlandia                           | 1986      | –     | –      | 1    | 1     |
| 129.    | Éric Laboureix            | Francja                             | 1986      | –     | –      | 1    | 1     |
| 129.    | Rafael Herrero            | Hiszpania                           | 1989      | –     | –      | 1    | 1     |
| 129.    | Youri Gilg                | Francja                             | 1991      | –     | –      | 1    | 1     |
| 129.    | Chuck Martin              | USA                                 | 1991      | –     | –      | 1    | 1     |
| 129.    | Dave Valenti              | USA                                 | 1991      | –     | –      | 1    | 1     |
| 129.    | Hugo Bonatti              | Austria                             | 1993      | –     | –      | 1    | 1     |
| 129.    | Olivier Cotte             | Francja                             | 1993      | –     | –      | 1    | 1     |
| 129.    | Sébastien Foucras         | Francja                             | 1995      | –     | –      | 1    | 1     |
| 129.    | Jonny Moseley             | USA                                 | 1995      | –     | –      | 1    | 1     |
| 129.    | Andy Capicik              | Kanada                              | 1997      | –     | –      | 1    | 1     |
| 129.    | Aleh Kulaszou             | Białoruś                            | 1997      | –     | –      | 1    | 1     |
| 129.    | Jesper Rönnbäck           | Szwecja                             | 1997      | –     | –      | 1    | 1     |
| 129.    | Audun Grønvold            | Norwegia                            | 2005      | –     | –      | 1    | 1     |
| 129.    | Corey Vanular             | Kanada                              | 2005      | –     | –      | 1    | 1     |
| 129.    | Enak Gavaggio             | Francja                             | 2007      | –     | –      | 1    | 1     |
| 129.    | Rusłan Szarifullin        | Rosja                               | 2007      | –     | –      | 1    | 1     |
| 129.    | Davey Barr                | Kanada                              | 2009      | –     | –      | 1    | 1     |
| 129.    | Xavier Bertoni            | Francja                             | 2009      | –     | –      | 1    | 1     |
| 129.    | Vincent Marquis           | Kanada                              | 2009      | –     | –      | 1    | 1     |
| 129.    | Simon Dumont              | USA                                 | 2011      | –     | –      | 1    | 1     |
| 129.    | Anton Kusznir             | Białoruś                            | 2011      | –     | –      | 1    | 1     |
| 129.    | Jia Zongyang              | ChRL                                | 2013      | –     | –      | 1    | 1     |
| 129.    | Thomas Krief              | Francja                             | 2013      | –     | –      | 1    | 1     |
| 129.    | John Teller               | USA                                 | 2013      | –     | –      | 1    | 1     |
| 129.    | Marc-Antoine Gagnon       | Kanada                              | 2015      | –     | –      | 1    | 1     |
| 129.    | Maksim Huscik             | Białoruś                            | 2015      | –     | –      | 1    | 1     |
| 129.    | Yannic Lerjen             | Szwajcaria                          | 2015      | –     | –      | 1    | 1     |
| 129.    | Aleksandr Smyszlajew      | Rosja                               | 2015      | –     | –      | 1    | 1     |
| 129.    | Noah Wallace              | USA                                 | 2015      | –     | –      | 1    | 1     |
| 129.    | David Morris              | Australia                           | 2017      | –     | –      | 1    | 1     |
| 129.    | Marco Tadé                | Szwajcaria                          | 2017      | –     | –      | 1    | 1     |
| 129.    | Alex Beaulieu-Marchand    | Kanada                              | 2019      | –     | –      | 1    | 1     |
| 129.    | Noah Bowman               | Kanada                              | 2019      | –     | –      | 1    | 1     |
| 129.    | Kevin Drury               | Kanada                              | 2019      | –     | –      | 1    | 1     |
| 129.    | Stanisław Nikitin         | Rosja                               | 2019      | –     | –      | 1    | 1     |
| 129.    | Kim Gubser                | Szwajcaria                          | 2021      | –     | –      | 1    | 1     |
| 129.    | Alexander Hall            | USA                                 | 2021      | –     | –      | 1    | 1     |
| 129.    | Birk Irving               | USA                                 | 2021      | –     | –      | 1    | 1     |
| 129.    | Pawieł Kołmakow           | Kazachstan                          | 2021      | –     | –      | 1    | 1     |
| 129.    | Eric Loughran             | USA                                 | 2021      | –     | –      | 1    | 1     |
| 129.    | Erik Mobärg               | Szwecja                             | 2021      | –     | –      | 1    | 1     |

### Klasyfikacja zawodniczek
Poniżej przedstawiono klasyfikację zawodniczek, które zdobyły przynajmniej jeden medal mistrzostw świata w narciarstwie dowolnym. Kolejność ustalona została według liczby zdobytych medali poszczególnych kruszców. W przypadku, gdy dwie lub więcej zawodniczki zdobyły tę samą liczbę medali wszystkich kolorów, wzięto pod uwagę najpierw kolejność chronologiczną, a następnie porządek alfabetyczny. W przypadku, gdy dana zawodniczka reprezentowała więcej niż jeden kraj, podano wszystkie reprezentacje, dla których zdobyła medale mistrzostw świata.
| Miejsce | Zawodniczka             | Państwo                             | Lata      | Złoto | Srebro | Brąz | Razem |
| ------- | ----------------------- | ----------------------------------- | --------- | ----- | ------ | ---- | ----- |
| 1.      | Kari Traa               | Norwegia                            | 1997–2003 | 4     | 3      | –    | 7     |
| 2.      | Jennifer Heil           | Kanada                              | 2003–2011 | 4     | 2      | –    | 6     |
| 3.      | Hannah Kearney          | USA                                 | 2005–2015 | 3     | 2      | 3    | 8     |
| 4.      | Perrine Laffont         | Francja                             | 2017–2021 | 3     | 1      | 1    | 5     |
| 5.      | Li Nina                 | ChRL                                | 2005–2009 | 3     | –      | –    | 3     |
| 5.      | Virginie Faivre         | Szwajcaria                          | 2009–2015 | 3     | –      | –    | 3     |
| 7.      | Jan Bucher              | USA                                 | 1986–1991 | 2     | 1      | –    | 3     |
| 7.      | Ellen Breen             | USA                                 | 1991–1995 | 2     | 1      | –    | 3     |
| 9.      | Aiko Uemura             | Japonia                             | 2001–2009 | 2     | –      | 2    | 4     |
| 10.     | Eileen Gu               | ChRL                                | 2021      | 2     | –      | 1    | 3     |
| 11.     | Candice Gilg            | Francja                             | 1995–1997 | 2     | –      | –    | 2     |
| 11.     | Laura Peel              | Australia                           | 2015–2021 | 2     | –      | –    | 2     |
| 11.     | Tess Ledeux             | Francja                             | 2017–2019 | 2     | –      | –    | 2     |
| 11.     | Sandra Näslund          | Szwecja                             | 2017–2021 | 2     | –      | –    | 2     |
| 15.     | Xu Mengtao              | ChRL                                | 2009–2019 | 1     | 3      | 3    | 7     |
| 16.     | Fanny Smith             | Szwajcaria                          | 2013–2021 | 1     | 3      | 1    | 5     |
| 17.     | Conny Kissling          | Szwajcaria                          | 1986–1991 | 1     | 3      | –    | 4     |
| 18.     | Julija Gałyszewa        | Kazachstan                          | 2015–2021 | 1     | 2      | 1    | 4     |
| 19.     | Donna Weinbrecht        | USA                                 | 1989–1997 | 1     | 2      | –    | 3     |
| 20.     | Ophélie David           | Francja                             | 2007–2017 | 1     | 1      | 3    | 5     |
| 21.     | Justine Dufour-Lapointe | Kanada                              | 2013–2017 | 1     | 1      | 2    | 4     |
| 21.     | Lubow Nikitina          | Rosja Rosyjska Federacja Narciarska | 2019–2021 | 1     | 1      | 2    | 4     |
| 23.     | Ashley Caldwell         | USA                                 | 2017–2021 | 1     | 1      | 1    | 3     |
| 24.     | Raphaëlle Monod         | Francja                             | 1989–1995 | 1     | 1      | –    | 2     |
| 24.     | Maja Schmid             | Szwajcaria                          | 1991–1995 | 1     | 1      | –    | 2     |
| 24.     | Oksana Kuszczenko       | Rosja                               | 1997–1999 | 1     | 1      | –    | 2     |
| 24.     | Veronika Bauer          | Kanada                              | 2001–2003 | 1     | 1      | –    | 2     |
| 24.     | Karin Huttary           | Austria                             | 2005–2009 | 1     | 1      | –    | 2     |
| 24.     | Chloé Dufour-Lapointe   | Kanada                              | 2011–2013 | 1     | 1      | –    | 2     |
| 24.     | Kaya Turski             | Kanada                              | 2011–2013 | 1     | 1      | –    | 2     |
| 24.     | Marielle Thompson       | Kanada                              | 2013–2019 | 1     | 1      | –    | 2     |
| 24.     | Carol Bouvard           | Szwajcaria                          | 2019      | 1     | 1      | –    | 2     |
| 33.     | Kristean Porter         | USA                                 | 1991–1995 | 1     | –      | 3    | 4     |
| 34.     | Jacqui Cooper           | Australia                           | 1999–2009 | 1     | –      | 2    | 3     |
| 35.     | Melanie Palenik         | USA                                 | 1989      | 1     | –      | 1    | 2     |
| 35.     | Katherina Kubenk        | Kanada                              | 1993–1995 | 1     | –      | 1    | 2     |
| 35.     | Kirstie Marshall        | Australia                           | 1995–1997 | 1     | –      | 1    | 2     |
| 35.     | Nikki Stone             | USA                                 | 1995–1999 | 1     | –      | 1    | 2     |
| 35.     | Ann Battelle            | USA                                 | 1997–1999 | 1     | –      | 1    | 2     |
| 35.     | Kristi Richards         | Kanada                              | 2007–2011 | 1     | –      | 1    | 2     |
| 35.     | Ayana Onozuka           | Japonia                             | 2013–2017 | 1     | –      | 1    | 2     |
| 35.     | Britteny Cox            | Australia                           | 2015–2017 | 1     | –      | 1    | 2     |
| 35.     | Anastasija Smirnowa     | Rosyjska Federacja Narciarska       | 2021      | 1     | –      | 1    | 2     |
| 44.     | Maria Quintana          | USA                                 | 1986      | 1     | –      | –    | 1     |
| 44.     | Mary-Jo Tiampo          | USA                                 | 1986      | 1     | –      | –    | 1     |
| 44.     | Catherine Lombard       | Francja                             | 1989      | 1     | –      | –    | 1     |
| 44.     | Wasilisa Siemienczuk    | ZSRR                                | 1991      | 1     | –      | –    | 1     |
| 44.     | Lina Cheryazova         | Uzbekistan                          | 1993      | 1     | –      | –    | 1     |
| 44.     | Stine Lise Hattestad    | Norwegia                            | 1993      | 1     | –      | –    | 1     |
| 44.     | Jelena Batałowa         | Rosja                               | 1995      | 1     | –      | –    | 1     |
| 44.     | Sandra Schmitt          | Niemcy                              | 1997      | 1     | –      | –    | 1     |
| 44.     | Natalja Razumowska      | Rosja                               | 1999      | 1     | –      | –    | 1     |
| 44.     | Alisa Camplin           | Australia                           | 2003      | 1     | –      | –    | 1     |
| 44.     | Sarah Burke             | Kanada                              | 2005      | 1     | –      | –    | 1     |
| 44.     | Ashleigh McIvor         | Kanada                              | 2009      | 1     | –      | –    | 1     |
| 44.     | Cheng Shuang            | ChRL                                | 2011      | 1     | –      | –    | 1     |
| 44.     | Rosalind Groenewoud     | Kanada                              | 2011      | 1     | –      | –    | 1     |
| 44.     | Anna Segal              | Australia                           | 2011      | 1     | –      | –    | 1     |
| 44.     | Kelsey Serwa            | Kanada                              | 2011      | 1     | –      | –    | 1     |
| 44.     | Andrea Limbacher        | Austria                             | 2015      | 1     | –      | –    | 1     |
| 44.     | Lisa Zimmermann         | Niemcy                              | 2015      | 1     | –      | –    | 1     |
| 44.     | Alaksandra Ramanouska   | Białoruś                            | 2019      | 1     | –      | –    | 1     |
| 44.     | Kelly Sildaru           | Estonia                             | 2019      | 1     | –      | –    | 1     |
| 44.     | Anastasija Tatalina     | Rosyjska Federacja Narciarska       | 2021      | 1     | –      | –    | 1     |
| 65.     | Miki Itō                | Japonia                             | 2009–2013 | –     | 3      | –    | 3     |
| 66.     | Marie Lindgren          | Szwecja                             | 1993–1995 | –     | 2      | –    | 2     |
| 66.     | Michèle Rohrbach        | Szwajcaria                          | 1997–2001 | –     | 2      | –    | 2     |
| 66.     | Cassie Sharpe           | Kanada                              | 2015–2019 | –     | 2      | –    | 2     |
| 69.     | Tatjana Mittermayer     | RFN Niemcy                          | 1989–1997 | –     | 1      | 3    | 4     |
| 70.     | Corinne Bodmer          | Szwajcaria                          | 1999      | –     | 1      | 1    | 2     |
| 70.     | Shannon Bahrke          | USA                                 | 2001–2007 | –     | 1      | 1    | 2     |
| 70.     | Nikola Sudová           | Czechy                              | 2005–2009 | –     | 1      | 1    | 2     |
| 70.     | Méryll Boulangeat       | Francja                             | 2007–2009 | –     | 1      | 1    | 2     |
| 70.     | Jennifer Hudak          | USA                                 | 2009–2011 | –     | 1      | 1    | 2     |
| 70.     | Danielle Scott          | Australia                           | 2013–2017 | –     | 1      | 1    | 2     |
| 70.     | Jaelin Kauf             | USA                                 | 2017–2019 | –     | 1      | 1    | 2     |
| 77.     | Anna Fraser             | Kanada                              | 1986      | –     | 1      | –    | 1     |
| 77.     | Carin Hernskog          | Szwecja                             | 1986      | –     | 1      | –    | 1     |
| 77.     | Christine Rossi         | Francja                             | 1986      | –     | 1      | –    | 1     |
| 77.     | Hayley Wolff            | USA                                 | 1986      | –     | 1      | –    | 1     |
| 77.     | Sonja Reichart          | RFN                                 | 1989      | –     | 1      | –    | 1     |
| 77.     | Elfie Simchen           | Niemcy                              | 1991      | –     | 1      | –    | 1     |
| 77.     | Petra Moroder           | Włochy                              | 1993      | –     | 1      | –    | 1     |
| 77.     | Natalja Oriechowa       | Rosja                               | 1993      | –     | 1      | –    | 1     |
| 77.     | Sharon Petzold          | USA                                 | 1993      | –     | 1      | –    | 1     |
| 77.     | Åsa Magnusson           | Szwecja                             | 1997      | –     | 1      | –    | 1     |
| 77.     | Hilde Synnøve Lid       | Norwegia                            | 1999      | –     | 1      | –    | 1     |
| 77.     | Marina Czerkasowa       | Rosja                               | 2001      | –     | 1      | –    | 1     |
| 77.     | Maria Despas            | Australia                           | 2001      | –     | 1      | –    | 1     |
| 77.     | Michelle Roark          | USA                                 | 2003      | –     | 1      | –    | 1     |
| 77.     | Magdalena Iljans        | Szwecja                             | 2005      | –     | 1      | –    | 1     |
| 77.     | Kristi Leskinen         | USA                                 | 2005      | –     | 1      | –    | 1     |
| 77.     | Evelyne Leu             | Szwajcaria                          | 2005      | –     | 1      | –    | 1     |
| 77.     | Asol Sliwiec            | Białoruś                            | 2007      | –     | 1      | –    | 1     |
| 77.     | Megan Gunning           | Kanada                              | 2009      | –     | 1      | –    | 1     |
| 77.     | Julia Murray            | Kanada                              | 2011      | –     | 1      | –    | 1     |
| 77.     | Anaïs Caradeux          | Francja                             | 2013      | –     | 1      | –    | 1     |
| 77.     | Dara Howell             | Szwajcaria                          | 2013      | –     | 1      | –    | 1     |
| 77.     | Wieronika Korsunowa     | Rosja                               | 2013      | –     | 1      | –    | 1     |
| 77.     | Kiley McKinnon          | USA                                 | 2015      | –     | 1      | –    | 1     |
| 77.     | Katie Summerhayes       | Wielka Brytania                     | 2015      | –     | 1      | –    | 1     |
| 77.     | Emma Dahlström          | Szwecja                             | 2017      | –     | 1      | –    | 1     |
| 77.     | Marie Martinod          | Francja                             | 2017      | –     | 1      | –    | 1     |
| 77.     | Jakara Anthony          | Australia                           | 2019      | –     | 1      | –    | 1     |
| 77.     | Julia Krass             | USA                                 | 2019      | –     | 1      | –    | 1     |
| 77.     | Mathilde Gremaud        | Szwajcaria                          | 2021      | –     | 1      | –    | 1     |
| 77.     | Rachael Karker          | Kanada                              | 2021      | –     | 1      | –    | 1     |
| 77.     | Wiktorija Łazarienko    | Rosyjska Federacja Narciarska       | 2021      | –     | 1      | –    | 1     |
| 77.     | Łana Prusakowa          | Rosyjska Federacja Narciarska       | 2021      | –     | 1      | –    | 1     |
| 110.    | Annika Johansson        | Szwecja                             | 1995–1999 | –     | –      | 3    | 3     |
| 111.    | Lucie Barma             | Kanada                              | 1986–1989 | –     | –      | 2    | 2     |
| 111.    | Meredith Gardner        | Kanada                              | 1986–1989 | –     | –      | 2    | 2     |
| 111.    | Silvia Marciandi        | Włochy                              | 1986      | –     | –      | 2    | 2     |
| 111.    | Cathy Féchoz            | Francja                             | 1991–1993 | –     | –      | 2    | 2     |
| 111.    | Deidra Dionne           | Kanada                              | 2001–2003 | –     | –      | 2    | 2     |
| 111.    | Grete Eliassen          | Norwegia USA                        | 2005      | –     | –      | 2    | 2     |
| 111.    | Margarita Marbler       | Austria                             | 2005–2007 | –     | –      | 2    | 2     |
| 111.    | Isabel Atkin            | Wielka Brytania                     | 2017–2019 | –     | –      | 2    | 2     |
| 111.    | Alizée Baron            | Francja                             | 2019–2021 | –     | –      | 2    | 2     |
| 120.    | Liselotte Johansson     | Szwecja                             | 1991      | –     | –      | 1    | 1     |
| 120.    | Birgit Keppler-Stein    | Niemcy                              | 1991      | –     | –      | 1    | 1     |
| 120.    | Bronwen Thomas          | Kanada                              | 1993      | –     | –      | 1    | 1     |
| 120.    | Veronica Brenner        | Kanada                              | 1997      | –     | –      | 1    | 1     |
| 120.    | Tami Bradley            | Kanada                              | 1999      | –     | –      | 1    | 1     |
| 120.    | Stéphanie St-Pierre     | Kanada                              | 2003      | –     | –      | 1    | 1     |
| 120.    | Guo Xinxin              | ChRL                                | 2005      | –     | –      | 1    | 1     |
| 120.    | Alexandra Grauvogl      | Niemcy                              | 2007      | –     | –      | 1    | 1     |
| 120.    | Deborah Scanzio         | Włochy                              | 2007      | –     | –      | 1    | 1     |
| 120.    | Keltie Hansen           | Kanada                              | 2011      | –     | –      | 1    | 1     |
| 120.    | Keri Herman             | USA                                 | 2011      | –     | –      | 1    | 1     |
| 120.    | Anna Holmlund           | Szwecja                             | 2011      | –     | –      | 1    | 1     |
| 120.    | Olha Wołkowa            | Ukraina                             | 2011      | –     | –      | 1    | 1     |
| 120.    | Mirjam Jäger            | Szwajcaria                          | 2015      | –     | –      | 1    | 1     |
| 120.    | Zuzana Stromková        | Słowacja                            | 2015      | –     | –      | 1    | 1     |
| 120.    | Devin Logan             | USA                                 | 2017      | –     | –      | 1    | 1     |
| 120.    | Tess Johnson            | USA                                 | 2019      | –     | –      | 1    | 1     |
| 120.    | Brita Sigourney         | USA                                 | 2019      | –     | –      | 1    | 1     |
| 120.    | Zoe Atkin               | Wielka Brytania                     | 2021      | –     | –      | 1    | 1     |
| 120.    | Anastasija Gorodko      | Kazachstan                          | 2021      | –     | –      | 1    | 1     |
| 120.    | Megan Oldham            | Kanada                              | 2021      | –     | –      | 1    | 1     |

### Klasyfikacja państw
Poniższa tabela przedstawia klasyfikację państw, które zdobyły przynajmniej jeden medal mistrzostw świata w narciarstwie dowolnym. Uwzględniono wspólnie medale zdobyte przez kobiety i mężczyzn we wszystkich konkurencjach.
| Miejsce | Państwo                       | Złoto | Srebro | Brąz | Razem |
| ------- | ----------------------------- | ----- | ------ | ---- | ----- |
| 1.      | Kanada                        | 39    | 38     | 33   | 110   |
| 2.      | USA                           | 33    | 32     | 37   | 102   |
| 3.      | Francja                       | 24    | 20     | 22   | 66    |
| 4.      | Szwajcaria                    | 11    | 16     | 10   | 37    |
| 5.      | ChRL                          | 10    | 5      | 6    | 21    |
| 6.      | Australia                     | 8     | 7      | 8    | 23    |
| 7.      | Norwegia                      | 6     | 6      | 2    | 14    |
| 8.      | Rosja                         | 6     | 5      | 4    | 15    |
| 9.      | Japonia                       | 5     | 5      | 7    | 17    |
| 10.     | Szwecja                       | 4     | 9      | 8    | 21    |
| 11.     | Niemcy/RFN                    | 4     | 3      | 6    | 13    |
| 12.     | Rosyjska Federacja Narciarska | 4     | 2      | 3    | 9     |
| 13.     | Finlandia                     | 3     | 5      | 4    | 12    |
| 14.     | Austria                       | 3     | 4      | 4    | 11    |
| 15.     | Białoruś                      | 2     | 4      | 4    | 10    |
| 16.     | Czechy                        | 2     | 2      | 1    | 5     |
| 17.     | ZSRR                          | 2     | –      | –    | 2     |
| 18.     | Wielka Brytania               | 1     | 3      | 4    | 8     |
| 19.     | Kazachstan                    | 1     | 2      | 3    | 6     |
| 20.     | Nowa Zelandia                 | 1     | 1      | –    | 2     |
| 21.     | Estonia                       | 1     | –      | –    | 1     |
| 21.     | Słowenia                      | 1     | –      | –    | 1     |
| 21.     | Uzbekistan                    | 1     | –      | –    | 1     |
| 24.     | Włochy                        | –     | 2      | 3    | 5     |
| 25.     | Ukraina                       | –     | 1      | 1    | 2     |
| 26.     | Hiszpania                     | –     | –      | 1    | 1     |
| 26.     | Słowacja                      | –     | –      | 1    | 1     |

#### Klasyfikacja państw według lat
W poniższej tabeli zestawiono państwa według liczby medali zdobytych podczas kolejnych edycji mistrzostw świata w narciarstwie dowolnym. Przedstawiono sumę wszystkich medali (złotych, srebrnych i brązowych) we wszystkich konkurencjach łącznie.
| Państwo                       | '86 | '89 | '91 | '93 | '95 | '97 | '99 | '01 | '03 | '05 | '07 | '09 | '11 | '13 | '15 | '17 | '19 | '21 | suma |
| ----------------------------- | --- | --- | --- | --- | --- | --- | --- | --- | --- | --- | --- | --- | --- | --- | --- | --- | --- | --- | ---- |
| Australia                     | –   | –   | –   | –   | 1   | 1   | 1   | 1   | 1   | 1   | 3   | 1   | 2   | 1   | 3   | 3   | 2   | 2   | 23   |
| Austria                       | –   | –   | –   | 1   | 1   | –   | 1   | –   | –   | 2   | 1   | 3   | 1   | –   | 1   | –   | –   | –   | 11   |
| Białoruś                      | –   | –   | –   | –   | –   | 1   | –   | 2   | 1   | 1   | 2   | –   | 1   | –   | 1   | –   | 1   | –   | 10   |
| ChRL                          | –   | –   | –   | –   | –   | –   | –   | –   | –   | 2   | 2   | 2   | 3   | 3   | 2   | 2   | 2   | 3   | 21   |
| Czechy                        | –   | –   | –   | –   | –   | –   | –   | –   | –   | 2   | 2   | 1   | –   | –   | –   | –   | –   | –   | 5    |
| Estonia                       | –   | –   | –   | –   | –   | –   | –   | –   | –   | –   | –   | –   | –   | –   | –   | –   | 1   | –   | 1    |
| Finlandia                     | 1   | –   | –   | –   | –   | –   | 5   | 1   | 1   | 1   | –   | 2   | 1   | –   | –   | –   | –   | –   | 12   |
| Francja                       | 4   | 5   | 3   | 5   | 5   | 2   | 1   | 2   | –   | 3   | 4   | 3   | 2   | 5   | 4   | 8   | 6   | 4   | 66   |
| Hiszpania                     | –   | 1   | –   | –   | –   | –   | –   | –   | –   | –   | –   | –   | –   | –   | –   | –   | –   | –   | 1    |
| Japonia                       | –   | –   | –   | –   | –   | –   | –   | 1   | 1   | 1   | –   | 4   | 1   | 3   | –   | 3   | 2   | 1   | 17   |
| Kanada                        | 6   | 6   | 4   | 4   | 3   | 7   | 1   | 5   | 4   | 6   | 5   | 9   | 16  | 10  | 7   | 3   | 8   | 6   | 110  |
| Kazachstan                    | –   | –   | –   | –   | –   | –   | –   | –   | –   | –   | –   | –   | –   | –   | 1   | 1   | 1   | 3   | 6    |
| Niemcy/RFN                    | 2   | 3   | 3   | –   | 1   | 1   | 1   | –   | –   | –   | 1   | –   | –   | –   | 1   | –   | –   | –   | 13   |
| Norwegia                      | –   | –   | –   | 2   | 1   | –   | 3   | 2   | 2   | 3   | –   | –   | –   | –   | –   | –   | 1   | –   | 14   |
| Nowa Zelandia                 | –   | –   | –   | –   | –   | –   | –   | –   | –   | –   | –   | –   | –   | –   | –   | 1   | –   | 1   | 2    |
| Rosja                         | –   | –   | –   | 2   | 2   | 1   | 2   | –   | 2   | –   | 1   | –   | –   | 1   | 1   | –   | 3   | –   | 15   |
| Rosyjska Federacja Narciarska | –   | –   | –   | –   | –   | –   | –   | –   | –   | –   | –   | –   | –   | –   | –   | –   | –   | 9   | 9    |
| Słowacja                      | –   | –   | –   | –   | –   | –   | –   | –   | –   | –   | –   | –   | –   | –   | 1   | –   | –   | –   | 1    |
| Słowenia                      | –   | –   | –   | –   | –   | –   | –   | –   | –   | –   | –   | –   | –   | –   | 1   | –   | –   | –   | 1    |
| Szwajcaria                    | 2   | 3   | 3   | –   | 2   | 2   | 2   | 2   | –   | 1   | –   | 1   | –   | 2   | 5   | 2   | 4   | 6   | 37   |
| Szwecja                       | 1   | –   | 1   | 1   | 2   | 3   | 1   | 1   | –   | 2   | –   | –   | 1   | –   | 1   | 3   | 1   | 3   | 21   |
| Ukraina                       | –   | –   | –   | –   | –   | –   | –   | –   | –   | –   | –   | –   | 1   | –   | –   | –   | 1   | –   | 2    |
| USA                           | 6   | 6   | 7   | 6   | 6   | 3   | 6   | 1   | 6   | 5   | 2   | 4   | 7   | 10  | 6   | 8   | 7   | 6   | 102  |
| Uzbekistan                    | –   | –   | –   | 1   | –   | –   | –   | –   | –   | –   | –   | –   | –   | –   | –   | –   | –   | –   | 1    |
| Wielka Brytania               | –   | –   | –   | 1   | –   | –   | –   | –   | –   | –   | –   | –   | –   | 1   | 1   | 2   | 2   | 1   | 8    |
| Włochy                        | 2   | –   | 1   | 1   | –   | –   | –   | –   | –   | –   | 1   | –   | –   | –   | –   | –   | –   | –   | 5    |
| ZSRR                          | –   | –   | 2   | –   | –   | –   | –   | –   | –   | –   | –   | –   | –   | –   | –   | –   | –   | –   | 2    |
| Suma                          | 24  | 24  | 24  | 24  | 24  | 21  | 24  | 18  | 18  | 30  | 24  | 30  | 36  | 36  | 36  | 36  | 42  | 42  | 513  |

#### Klasyfikacja państw według konkurencji
W poniższej tabeli przedstawiono liczbę medali mistrzostw świata zdobytych przez poszczególne państwa w konkurencjach narciarstwa dowolnego. Zastosowano skróty używane przez Międzynarodową Federację Narciarską:
- MO – jazda po muldach,
- AE – skoki akrobatyczne,
- AC – balet narciarski,
- CO – kombinacja,
- DM – jazda po muldach podwójnych,
- HP – halfpipe,
- SX – skicross,
- SS – slopestyle,
- BA – big air,
- AET – skoki akrobatyczne drużynowo.

| Państwo                       | MO (m) | AE (m) | AC (m) | CO (m) | DM (m) | HP (m) | SX (m) | SS (m) | BA (m) | MO (k) | AE (k) | AC (k) | CO (k) | DM (k) | HP (k) | SX (k) | SS (k) | BA (k) | AET | Suma |
| ----------------------------- | ------ | ------ | ------ | ------ | ------ | ------ | ------ | ------ | ------ | ------ | ------ | ------ | ------ | ------ | ------ | ------ | ------ | ------ | --- | ---- |
| Australia                     | 3      | 1      | –      | –      | 2      | –      | –      | 2      | –      | 4      | 10     | –      | –      | –      | –      | –      | 1      | –      | –   | 23   |
| Austria                       | –      | 2      | –      | 1      | –      | –      | 3      | –      | –      | 1      | –      | –      | –      | 1      | –      | 3      | –      | –      | –   | 11   |
| Białoruś                      | –      | 7      | –      | 1      | –      | –      | –      | –      | –      | –      | 2      | –      | –      | –      | –      | –      | –      | –      | –   | 10   |
| ChRL                          | –      | 6      | –      | –      | –      | –      | –      | –      | –      | –      | 11     | –      | –      | –      | 1      | –      | 1      | 1      | 1   | 21   |
| Czechy                        | –      | –      | –      | –      | –      | –      | 3      | –      | –      | 2      | –      | –      | –      | –      | –      | –      | –      | –      | –   | 5    |
| Estonia                       | –      | –      | –      | –      | –      | –      | –      | –      | –      | –      | –      | –      | –      | –      | 1      | –      | –      | –      | –   | 1    |
| Finlandia                     | 7      | –      | –      | –      | 4      | –      | 1      | –      | –      | –      | –      | –      | –      | –      | –      | –      | –      | –      | –   | 12   |
| Francja                       | 11     | 4      | 3      | 2      | 4      | 9      | 7      | –      | –      | 7      | 1      | 3      | –      | 2      | 2      | 9      | 1      | 1      | –   | 66   |
| Hiszpania                     | –      | –      | –      | 1      | –      | –      | –      | –      | –      | –      | –      | –      | –      | –      | –      | –      | –      | –      | –   | 1    |
| Japonia                       | 2      | –      | –      | –      | 6      | –      | –      | –      | –      | 3      | –      | –      | –      | 4      | 2      | –      | –      | –      | –   | 17   |
| Kanada                        | 17     | 17     | 3      | 6      | 10     | 6      | 4      | 1      | 1      | 10     | 6      | 2      | 4      | 8      | 6      | 6      | 3      | –      | –   | 110  |
| Kazachstan                    | 1      | –      | –      | –      | –      | –      | –      | –      | –      | 2      | –      | –      | –      | 3      | –      | –      | –      | –      | –   | 6    |
| Niemcy/RFN                    | –      | –      | 3      | –      | –      | –      | –      | –      | –      | 5      | 2      | –      | –      | 1      | –      | 1      | 1      | –      | –   | 13   |
| Norwegia                      | –      | –      | 2      | –      | –      | –      | 1      | 1      | –      | 4      | 1      | –      | –      | 4      | 1      | –      | –      | –      | –   | 14   |
| Nowa Zelandia                 | –      | –      | –      | –      | –      | 1      | 1      | –      | –      | –      | –      | –      | –      | –      | –      | –      | –      | –      | –   | 2    |
| Rosja                         | 2      | 2      | –      | 1      | 1      | –      | –      | –      | –      | –      | 2      | 4      | 1      | 1      | –      | –      | –      | –      | 1   | 15   |
| Rosyjska Federacja Narciarska | –      | 2      | –      | –      | –      | –      | –      | –      | –      | 1      | 1      | –      | –      | 2      | –      | –      | –      | 2      | 1   | 9    |
| Słowacja                      | –      | –      | –      | –      | –      | –      | –      | –      | –      | –      | –      | –      | –      | –      | –      | –      | 1      | –      | –   | 1    |
| Słowenia                      | –      | –      | –      | –      | –      | –      | 1      | –      | –      | –      | –      | –      | –      | –      | –      | –      | –      | –      | –   | 1    |
| Szwajcaria                    | 3      | 1      | 3      | –      | 1      | 1      | 1      | 2      | 2      | 1      | 3      | 1      | 5      | 1      | 4      | 5      | 1      | –      | 2   | 37   |
| Szwecja                       | 1      | –      | –      | –      | 1      | –      | 4      | –      | 2      | –      | 4      | 4      | –      | –      | –      | 4      | 1      | –      | –   | 21   |
| Ukraina                       | –      | 1      | –      | –      | –      | –      | –      | –      | –      | –      | 1      | –      | –      | –      | –      | –      | –      | –      | –   | 2    |
| USA                           | 7      | 10     | 6      | 5      | 7      | 7      | 1      | 10     | –      | 11     | 8      | 7      | 4      | 10     | 5      | –      | 2      | 1      | 1   | 102  |
| Uzbekistan                    | –      | –      | –      | –      | –      | –      | –      | –      | –      | –      | 1      | –      | –      | –      | –      | –      | –      | –      | –   | 1    |
| Wielka Brytania               | –      | 1      | –      | –      | –      | –      | –      | 3      | –      | –      | –      | –      | –      | –      | 1      | –      | 2      | 1      | –   | 8    |
| Włochy                        | –      | –      | 1      | –      | –      | –      | –      | –      | –      | 3      | –      | –      | 1      | –      | –      | –      | –      | –      | –   | 5    |
| ZSRR                          | –      | –      | –      | 1      | –      | –      | –      | –      | –      | –      | 1      | –      | –      | –      | –      | –      | –      | –      | –   | 2    |
| Suma                          | 54     | 54     | 21     | 18     | 36     | 24     | 27     | 18     | 6      | 54     | 54     | 21     | 15     | 36     | 24     | 27     | 15     | 6      | 6   | 513  |